# 新宿御苑
新宿御苑（しんじゅくぎょえん）は、東京都新宿区と渋谷区に跨がる環境省所管の御苑である。

## 概説
もともとは江戸時代に信濃高遠藩内藤家の下屋敷のあった敷地である。1879年（明治12年）に新宿植物御苑が開設され、宮内省（現在の宮内庁）の管理するところとなったが、第二次世界大戦後は一般に公開され、現在は環境省管轄の国民公園として親しまれている。2006年（平成18年）に、「新宿御苑」の名を冠してから100周年を迎えた。開園100周年事業の一環として、絶滅が危惧されている植物の保護センターを設置することが計画されている。
かつては、例年4月には内閣総理大臣主催の「桜を見る会」が開催されていた。また、11月上旬には環境大臣主催の「菊を観る会」が開催される。大正天皇と昭和天皇の大喪の礼が執り行われた場所でもある。
隣接する東京都立新宿高等学校の敷地は、1921年（大正10年）にこの新宿御苑の土地の一部が東京府へ下賜されたものである。
なお、本来の新宿御苑の正門は南東部にある（都道418号線の「大京町」交差点前）が、普段は閉鎖されており、一般の来園者はここから入場することはできない。これはそもそも新宿御苑が皇室の所有物であり、皇族や国内外の賓客を迎える入場門として皇居寄りの道路沿いに正門が設けられたが、戦後になって国民公園として一般の来園者を受け入れることになると、正門は公共交通機関からの便が悪く、交通の便が良い箇所に入場門を新たに設けたことによる。一方で、現在でも国の公式行事の際にはこの正門を用いて賓客を受け入れることはある。

## 歴史
- 1872年 - 農業振興を目的とした内藤新宿試験場となる[2]。
- 1879年5月 - 皇室の御料地、農園の新宿植物御苑となる[2]。
- 1906年5月 - 新宿御苑が開園する[1]。
- 1917年4月 - 初の観桜会の開催（戦後は「桜を見る会」）
- 1927年2月 - 大正天皇の大喪の礼が行われる。
- 1929年11月 - 初の観菊会の開催（戦後は「菊を観る会」）[2]
- 1945年5月 - 空襲を受け施設がほぼ全焼する（旧御休所と旧御凉亭は現存）[2]
- 1949年5月 - 国民公園となり一般に利用が開放される[1][2]。
- 1952年5月2日 - 第一回全国戦没者追悼式が開催[3]（後に日本武道館に場所を移し8月15日に開催）。
- 1989年2月 - 昭和天皇の大喪の礼が行われる。
- 2006年4月 - 植物園自然保護国際機構（BGCI）による「植物園の保全活動に対する国際アジェンダ」に登録。
- 2012年11月 - 大温室がリニューアルオープン。
- 2014年9月 - 9月4日に代々木公園で採取された蚊からデング熱ウイルスを検出したことから、環境省は、9月7日より臨時閉園を行い、蚊の捕獲調査を実行。その結果、同月19日に園内にデングウイルスを持った蚊を採取した。なお、新宿御苑の利用者からは感染者は出ていない。その後、外周部の施設は10月9日から、御苑全体は10月17日から開園を再開[4]。
- 2018年10月 - 元男性職員が外国人客から約2500万円分の入園料を徴収していなかったことを発表した[5][6]。
- 2019年3月 - 年間来園者数が2013年頃から2018年頃にかけて倍増しており、半数は外国人来園者と推計されていることから、2020年に向けて、魅力向上に向けた取組を行うと発表した。16時30分の閉苑時刻を3月15日から9月30日は18時、夏季の7月1日から8月20日は19時まで延長し、春秋の夜間ライトアップ、植生・施設の整備、月2回の旧洋館御休所の開館日を週3回に拡大するなどとした。この費用に充てるため、2019年3月19日から入園料を改定して大人を200円から500円に値上げした[7][8][9][10]。
- 2022年12月　新宿御苑ミュージアム開館

## 見所・イベント
御苑内は約58ヘクタールのスペースに「日本庭園」、「イギリス風景式庭園」、「フランス式整形庭園」を組み合わせており、樹木の数は1万本を超える。日本さくら名所100選に選定されており、65種・約1300本の桜があり、春には花見の名所として大勢の観光客で賑わう。ソメイヨシノが見ごろを迎える3月下旬から4月上旬にかけても多くの来園者を迎えるが、一般財団法人国民公園協会ではイチヨウを御苑の桜の代表品種として位置付けており、イチヨウ等の多品種のヤエザクラが見ごろを迎える4月中旬から下旬を御苑の桜のベストシーズンと位置付けている。
「玉藻池」を中心とする回遊式日本庭園は、内藤家下屋敷の庭園『玉川園』の遺構であり、安永元年（1772年）に完成した。
また東西に連なる「上ノ池」「中ノ池」「下ノ池」はもともと渋谷川（穏田川）の最上流部にあたり、本来の谷地形を利用して池としたもの。
多くの温室植物を集めた大型温室は1958年（昭和33年）に完成し、当時としては東洋一の規模であった。2007年（平成19年）5月13日に建て替えのため閉館し、2012年（平成24年）11月20日にリニューアルオープンした。
来園者が森に親しむための「母と子の森」も作られている。

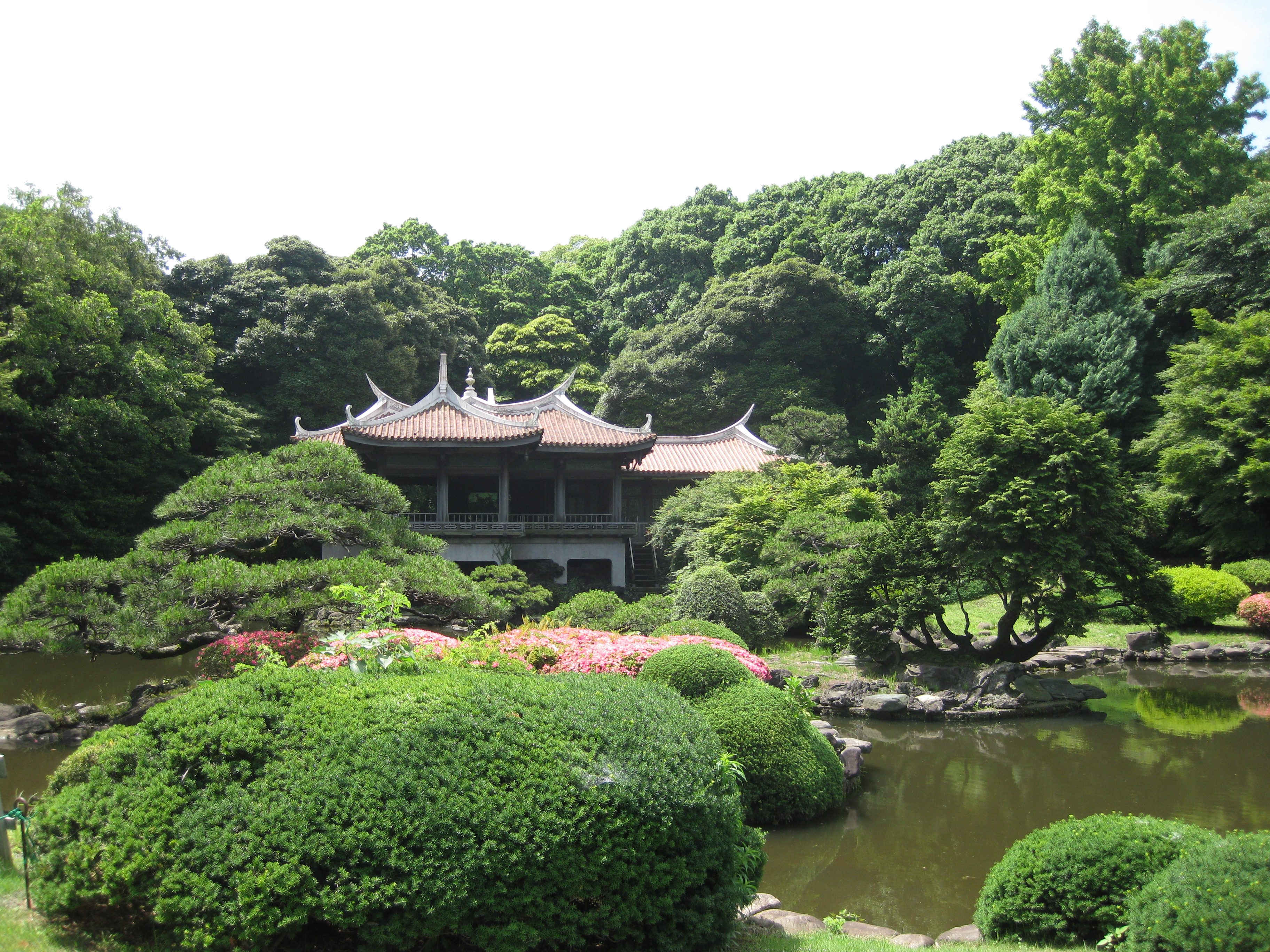
「玉藻池」を中心とする回遊式日本庭園
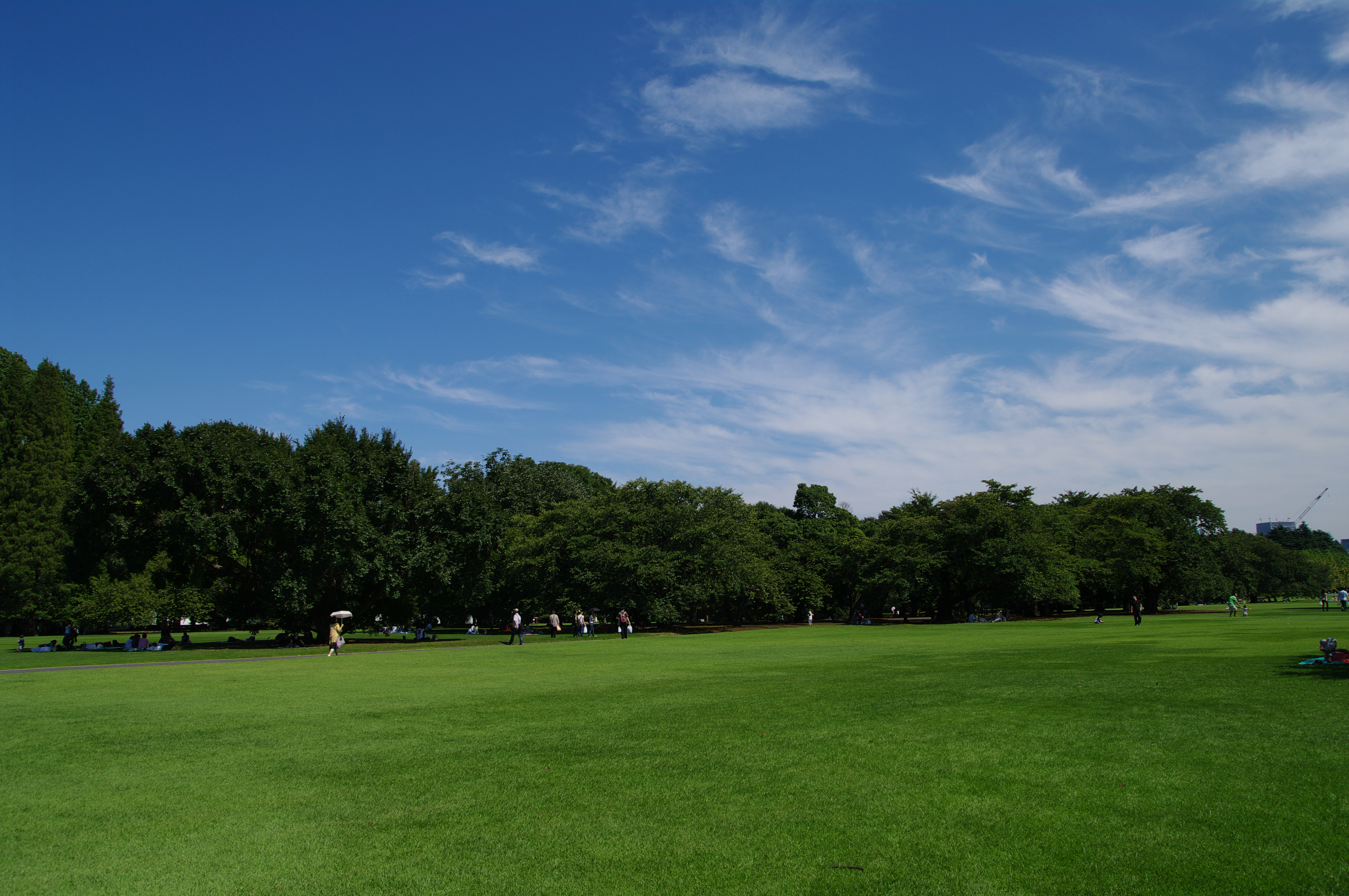
広大な芝生と巨樹が特徴のイギリス風景式庭園
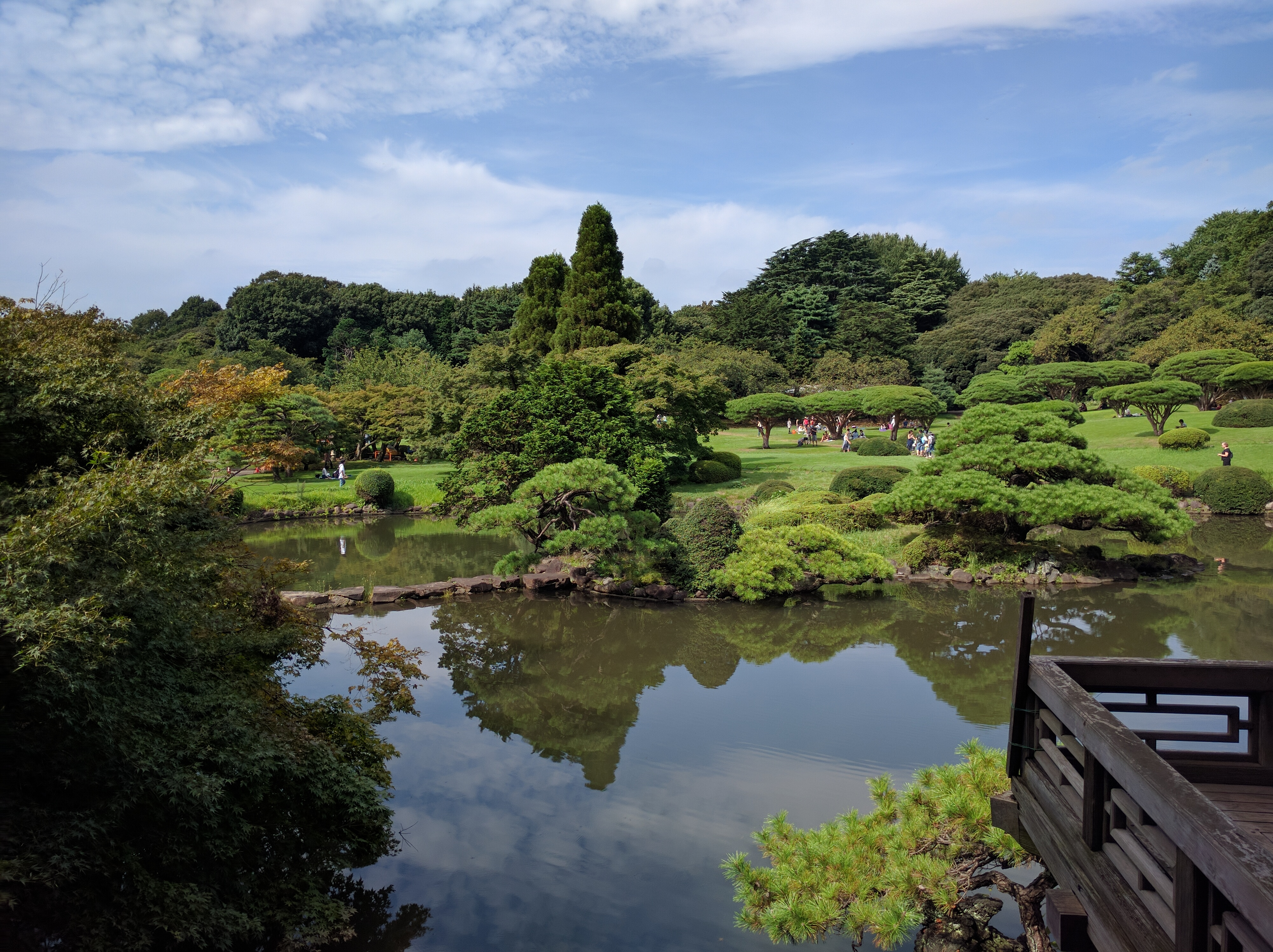
回遊式日本庭園より「玉藻池」を望む
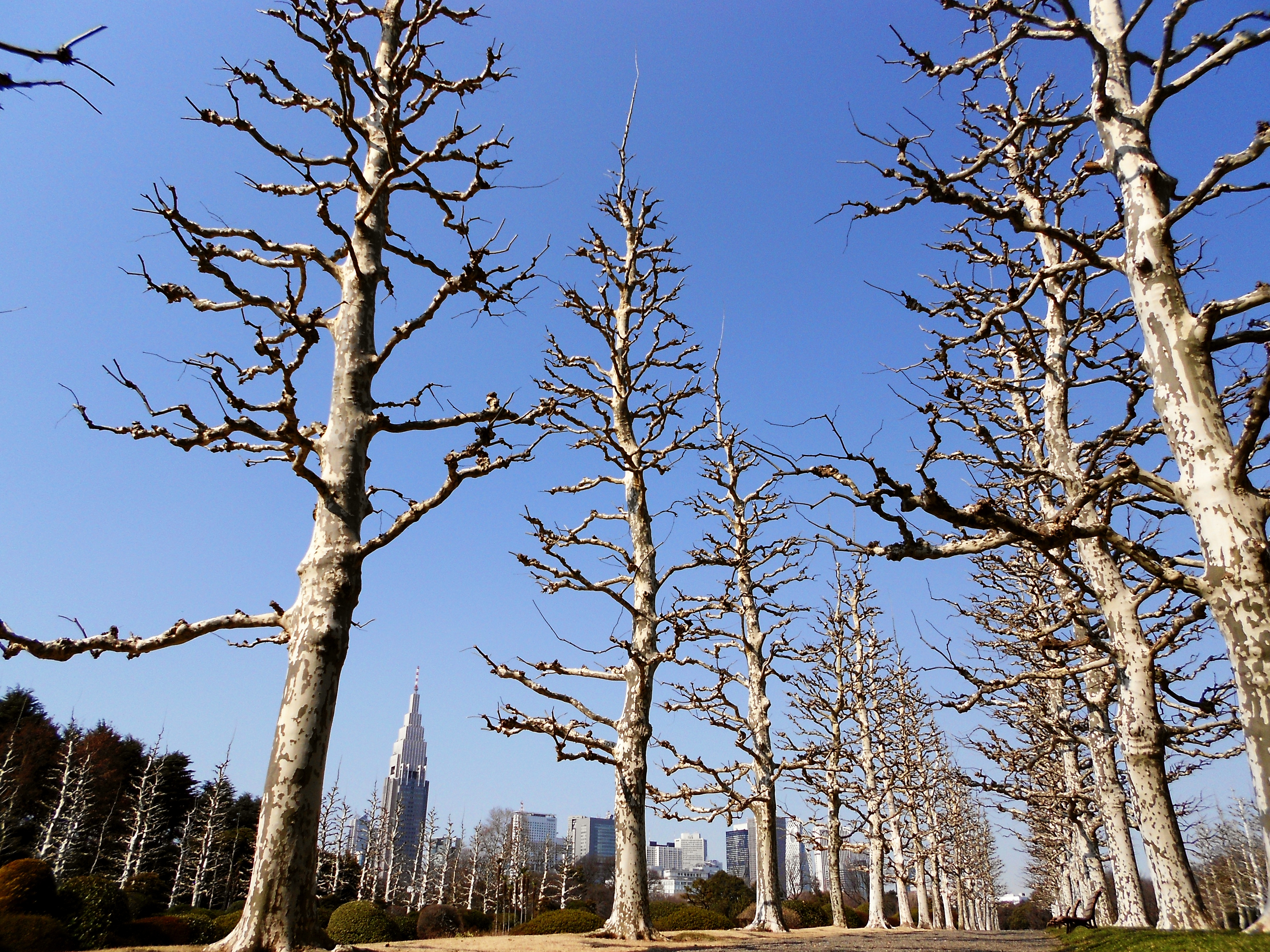
フランス式整形庭園のプラタナス並木
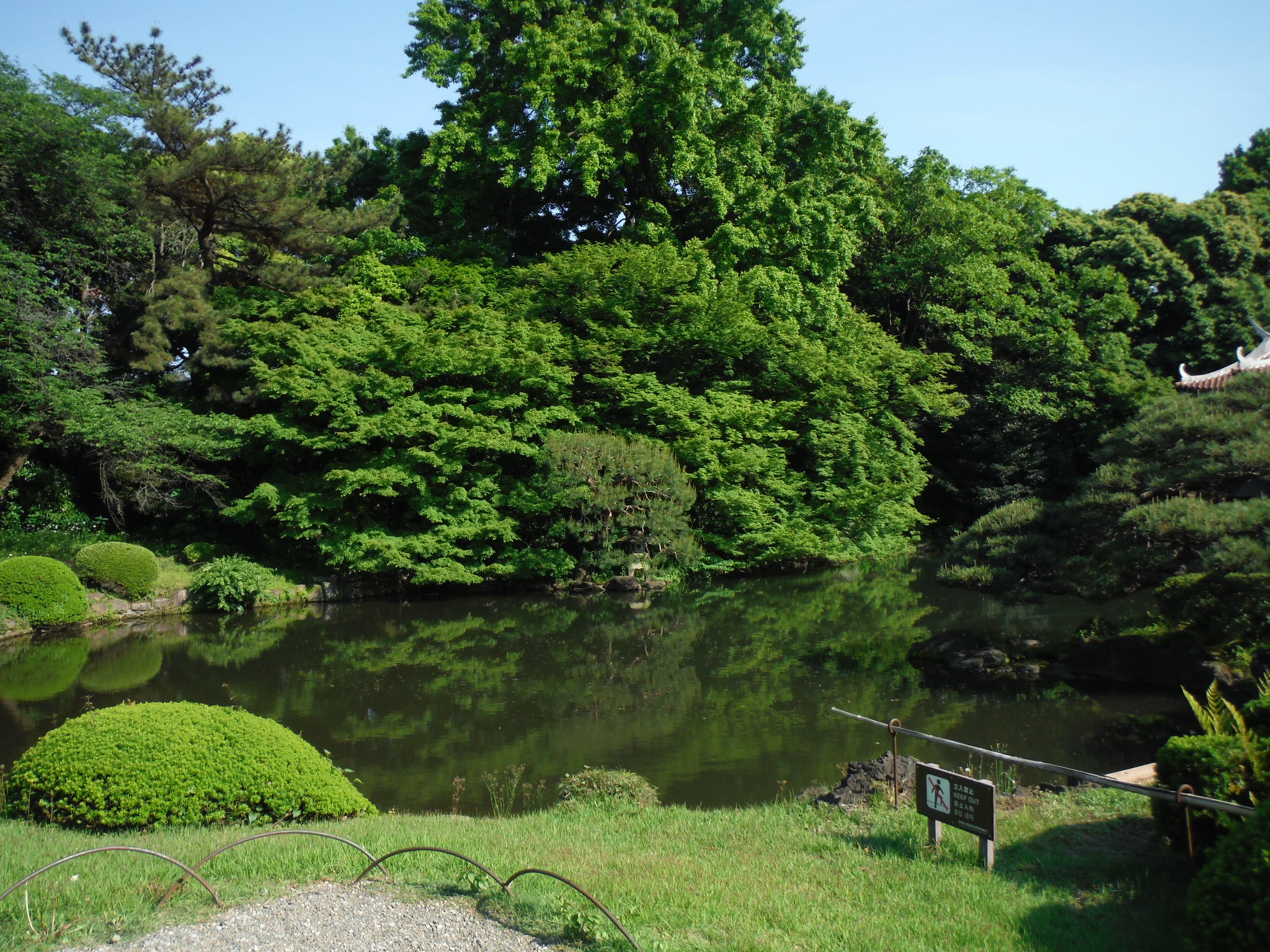
夏の新宿御苑、上の池

### 温室
大木戸門にほど近い場所に位置する大型温室。温室内の広さは、2,750平方メートルで様々な展示植物を観察することができる。
展示内容は、山岳地帯の熱帯植物や沖縄・小笠原の亜熱帯植物、熱帯低地の熱帯植物などから成り、複数のセクションに分割されている。
また、新宿御苑では、熱帯植物や亜熱帯植物を中心に約2,700種を栽培し他にも、日本植物園協会の植物多様性保全拠点園として、絶滅危惧種の生息域外保全にも力を注いでおり、温室内でも絶滅危惧種の植物を鑑賞することができる。

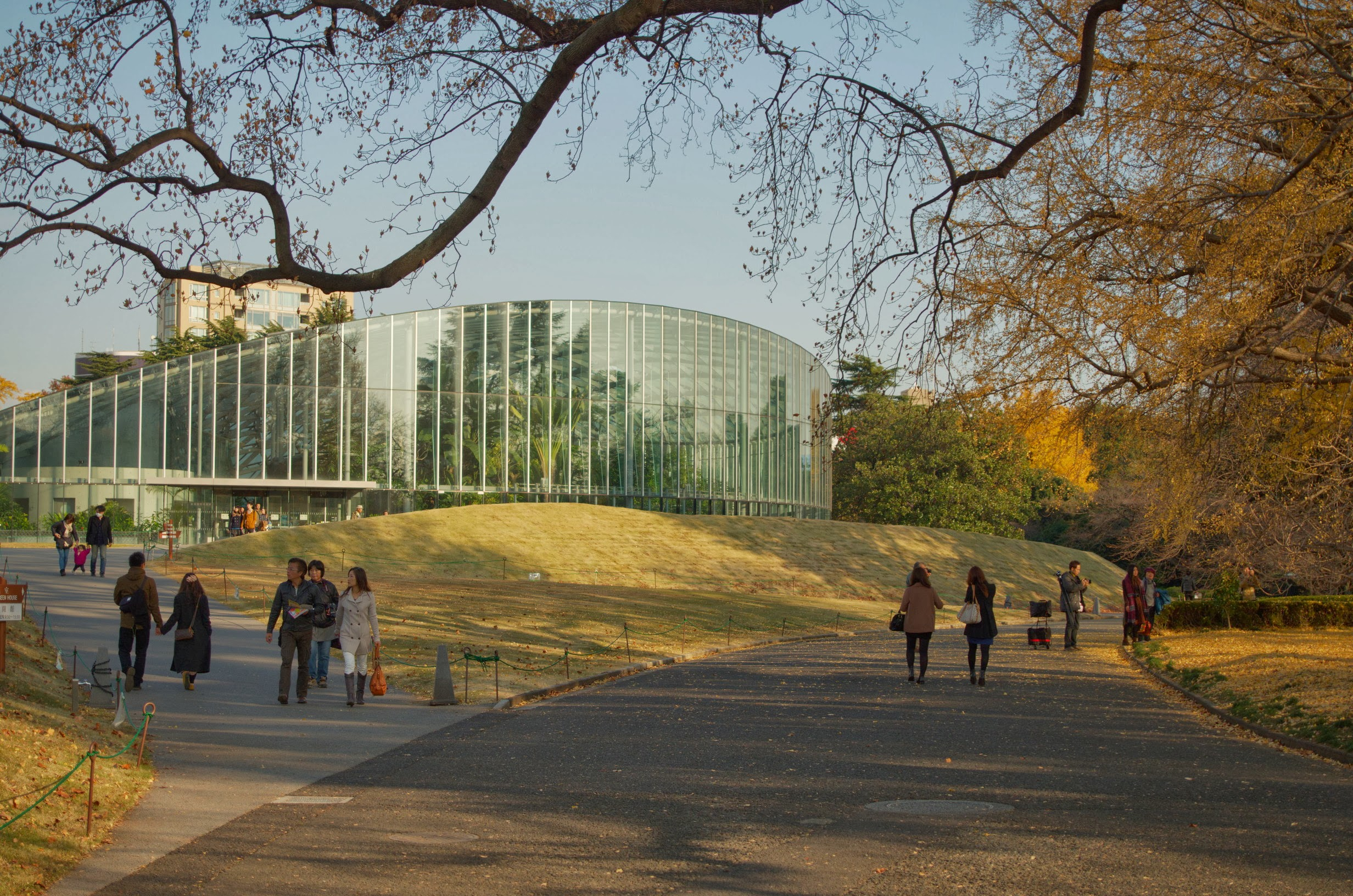
温室
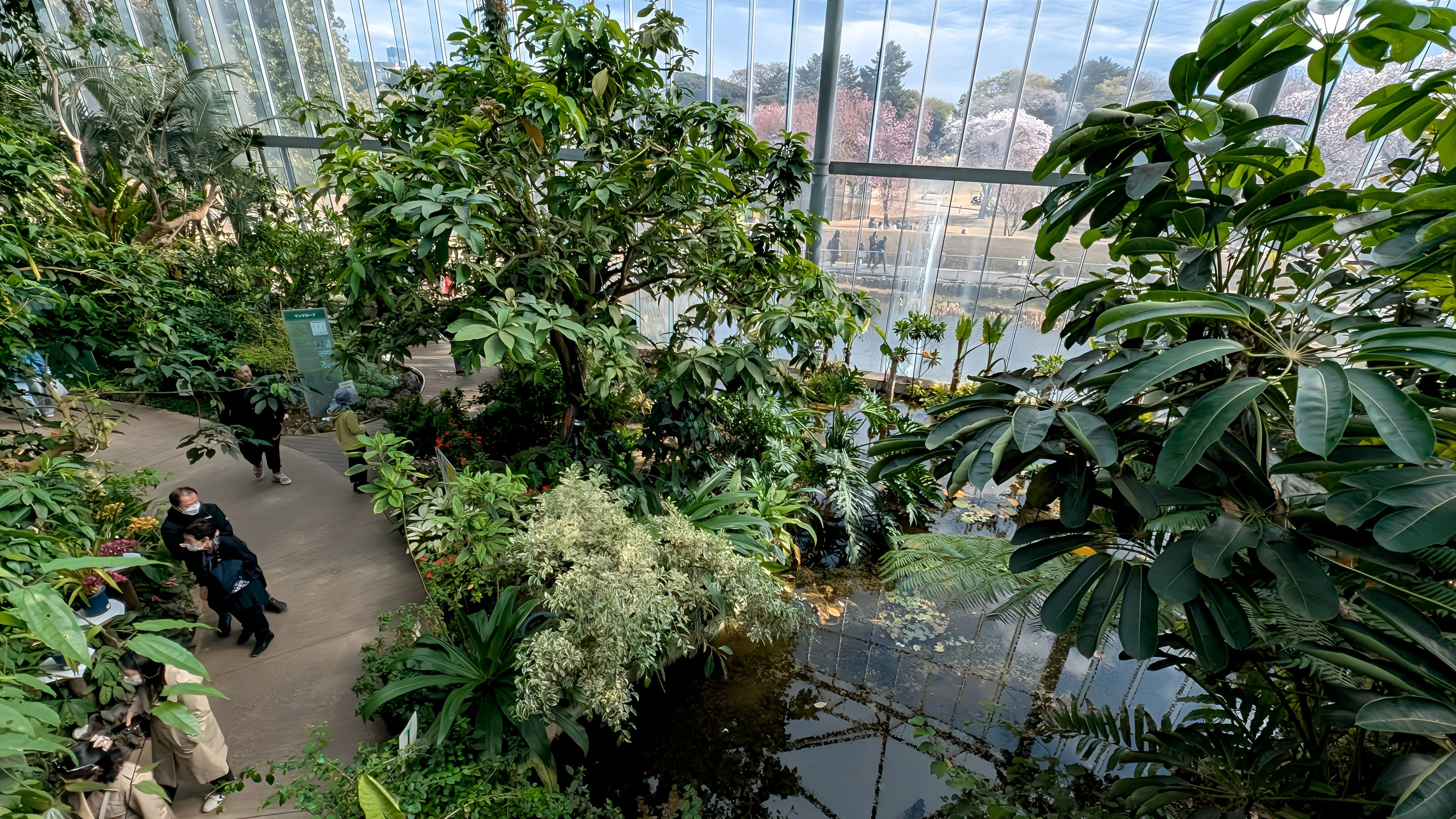
熱帯スイレンの池
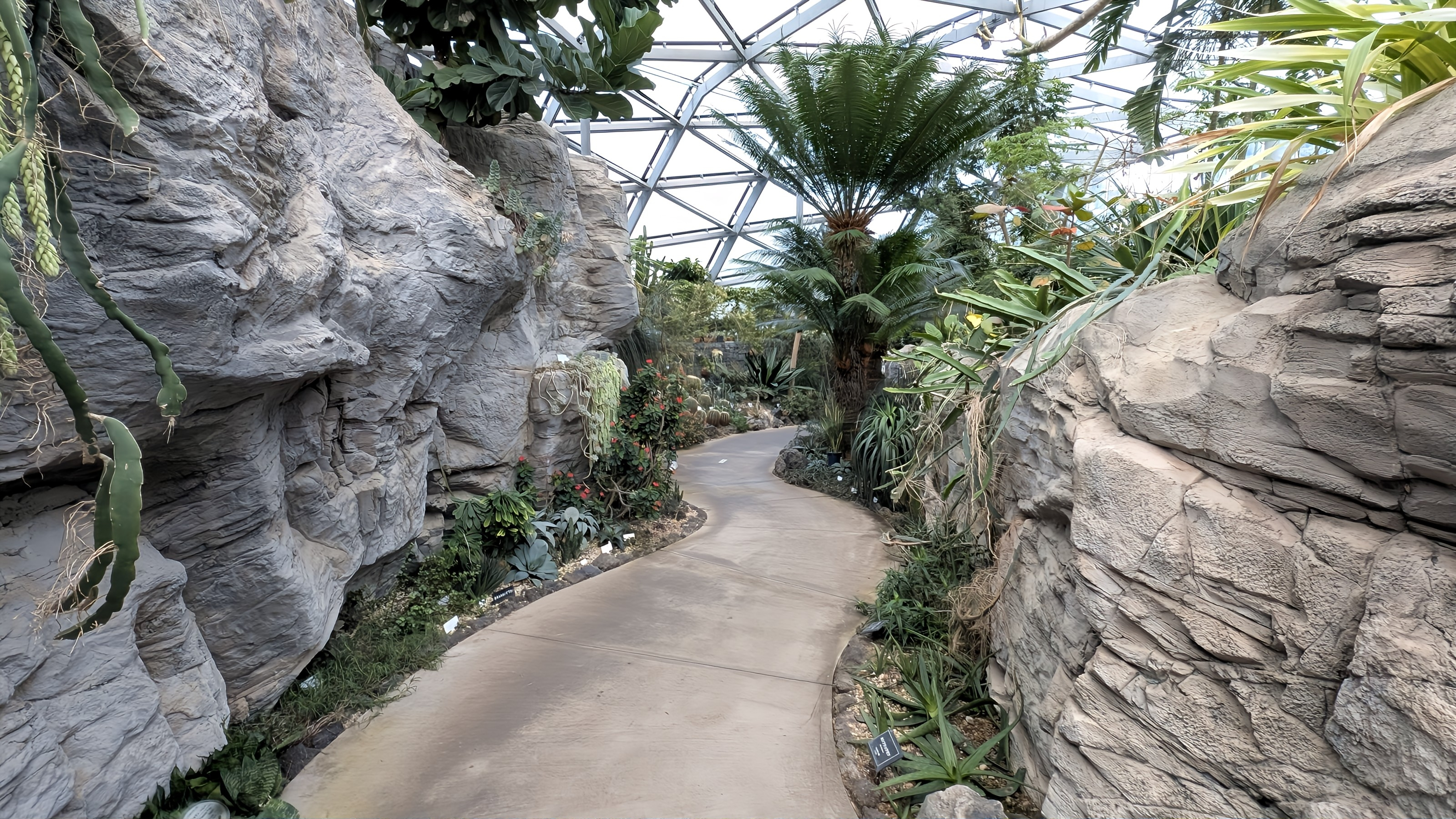
左右に岩を配した通路
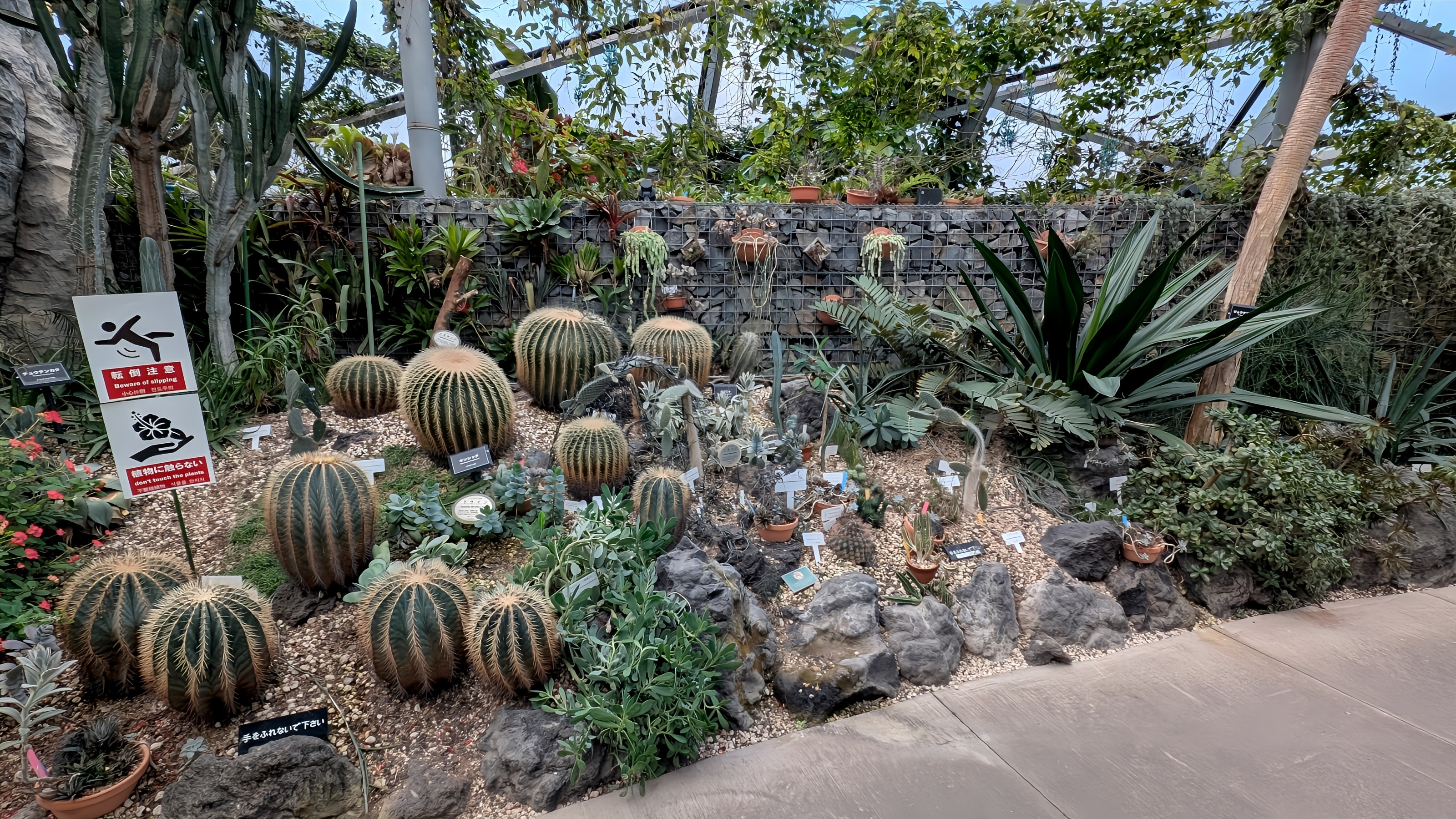
サボテン・多肉植物の展示

### 新宿御苑ミュージアム
新宿御苑400年の歴史に触れあうストーリーを描いた常設展示施設で、「記憶の庭」をコンセプトにしている。
歴史・文化といった魅力を五感で体験するため、デジタルとアナログが融合した展示コンテンツが魅力である。
床壁3面に映像を投影する超没入型の映像体験をシアターで楽しむことができる。
展示コーナーに進むと、庭園の歩み、温室、桜と菊、皇室庭園時代の主要なトピックスを紹介している。デジタルコンテンツから、植物の美しい標本まで、多様な展示手法を駆使して価値ある新宿御苑の姿を発信しているのである。

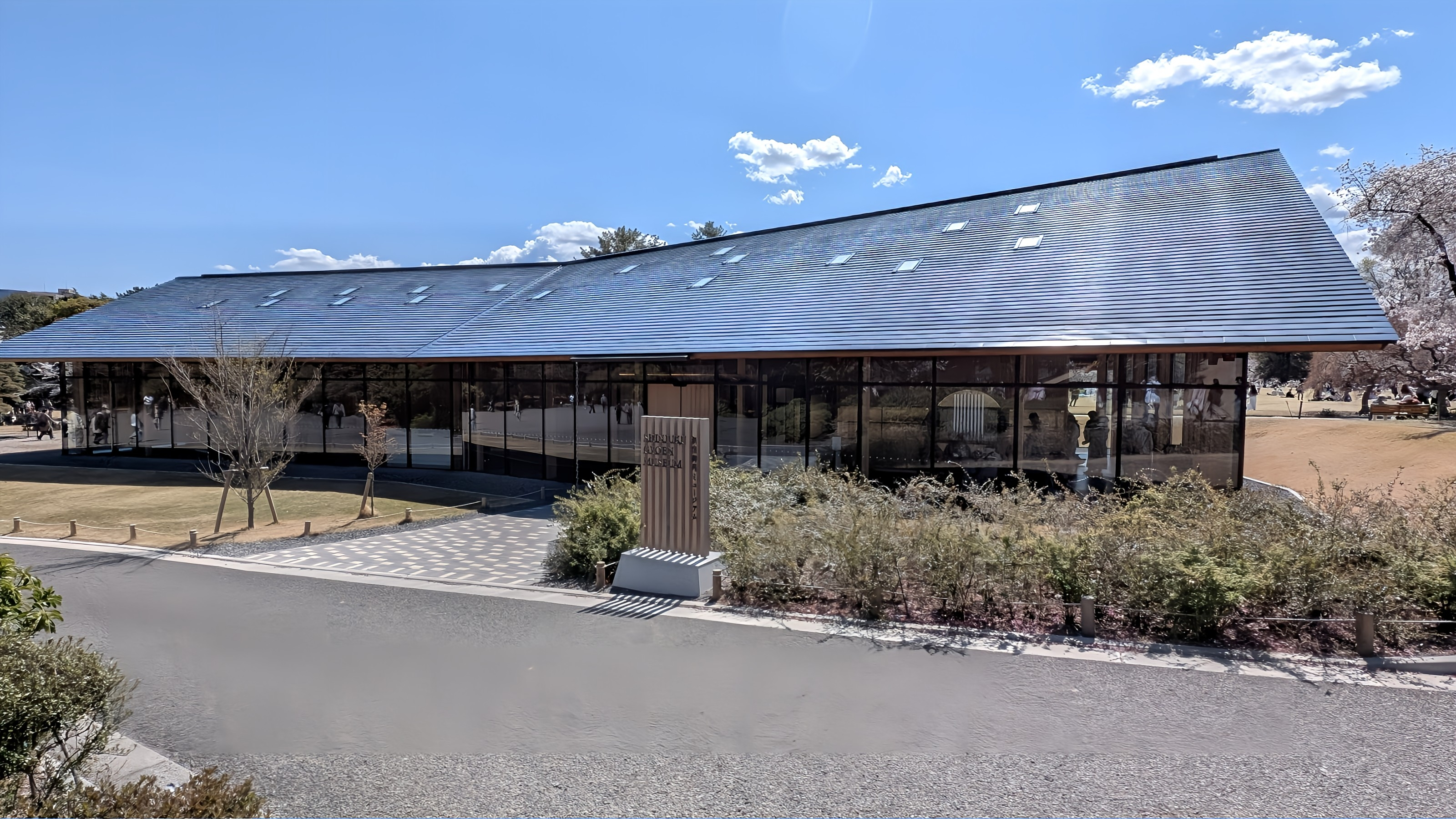
新宿御苑ミュージアム
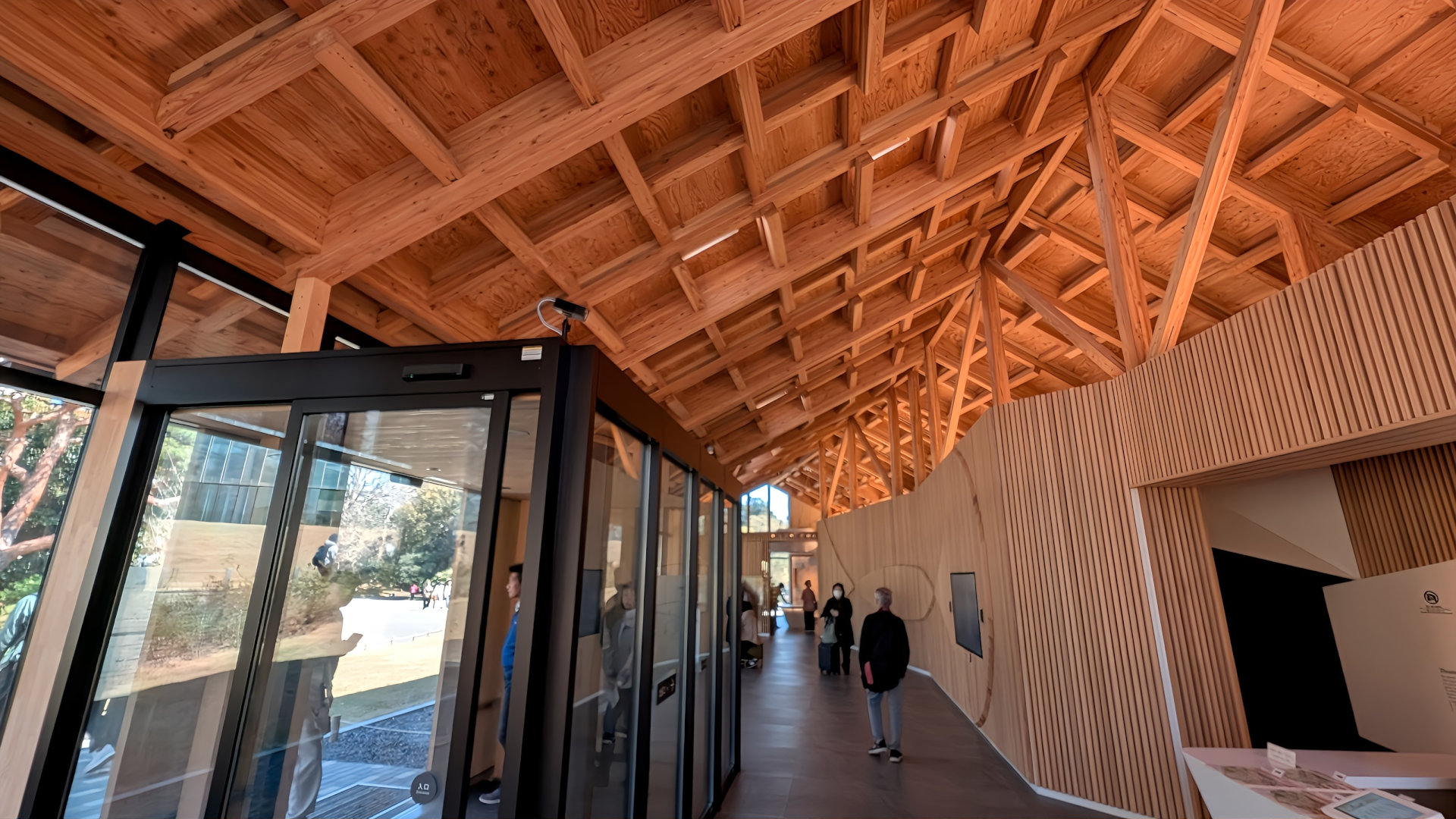
木材を多用した空間が特徴
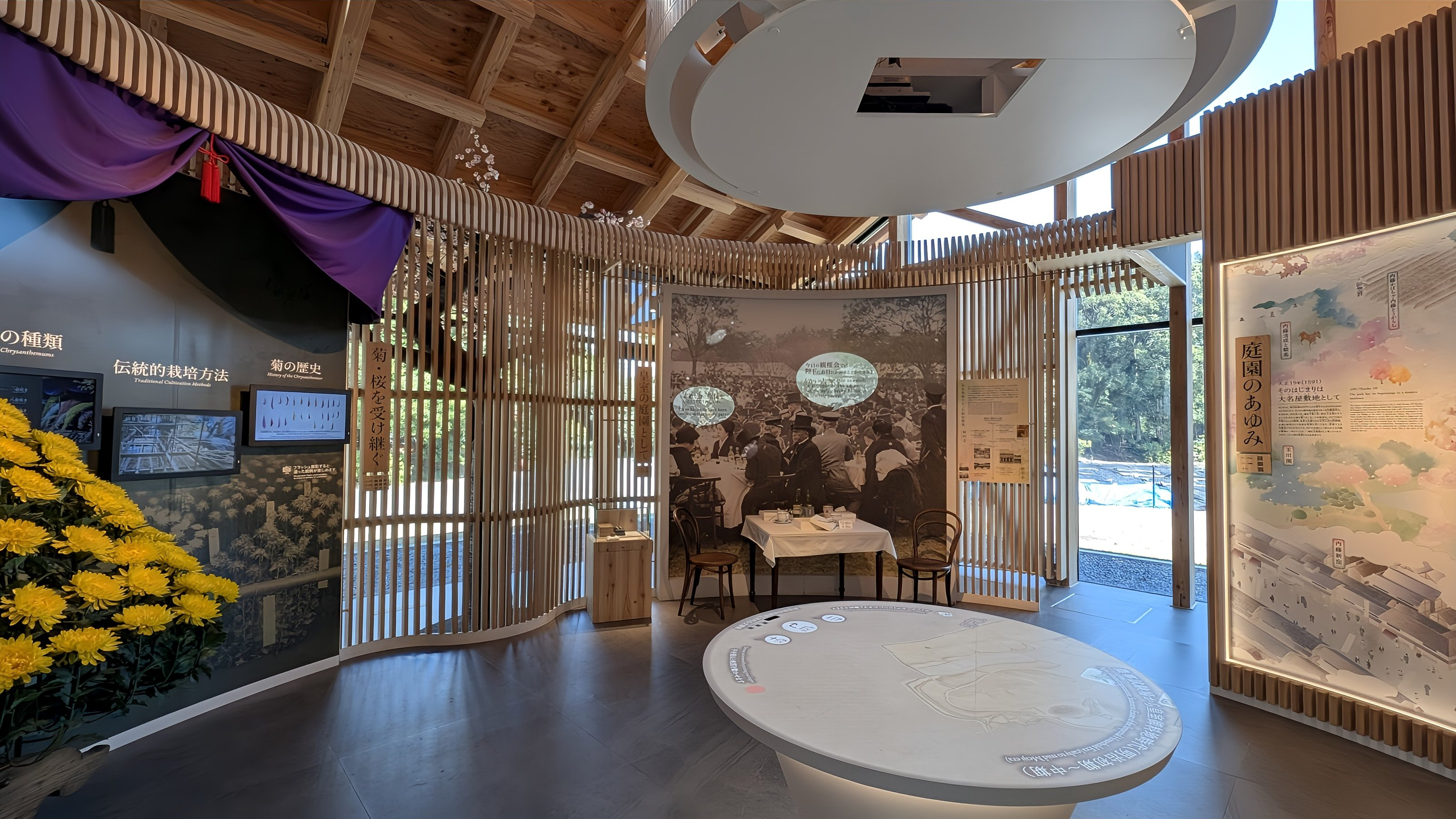
Gyoen Topics(庭園の歩み、菊と桜を紹介)

### 文化財
御苑内の施設は1945年（昭和20年）5月の空襲で大きな被害を受けたが、戦災を逃れた建造物も残る。
- 旧洋館御休所：天皇や皇族の休憩所として1896年（明治29年）に建てられた洋風木造建築で、国の重要文化財に指定されている。19世紀アメリカで流行したスティックスタイルがベースで増築を繰り返している。昭和24年から平成6年までは管理事務所として使われたが平成13年には元の姿（大正13年当時）に戻され一般公開されている[15]。

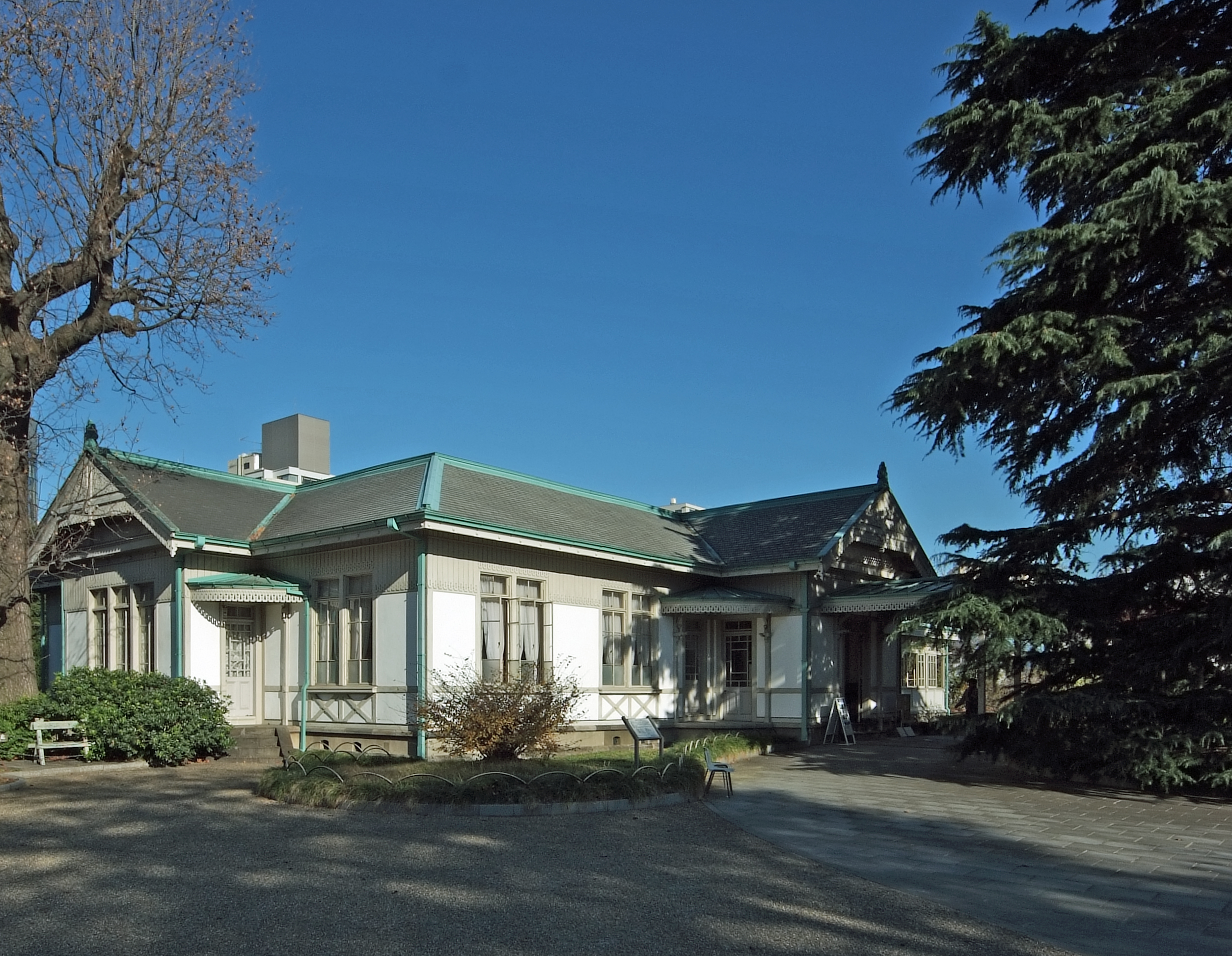
旧洋館御休所
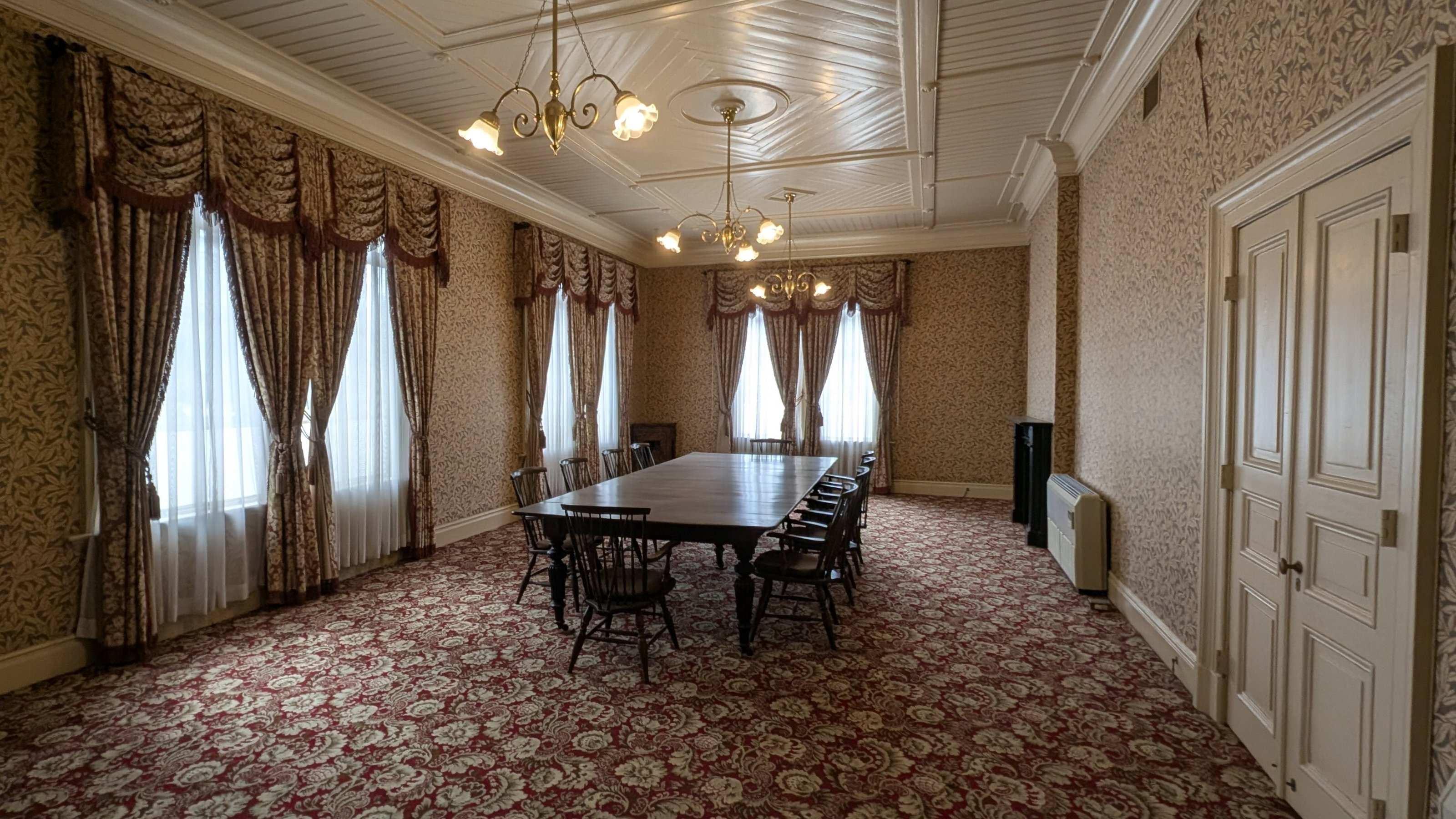
旧御食堂(昼餐・晩餐会に利用)
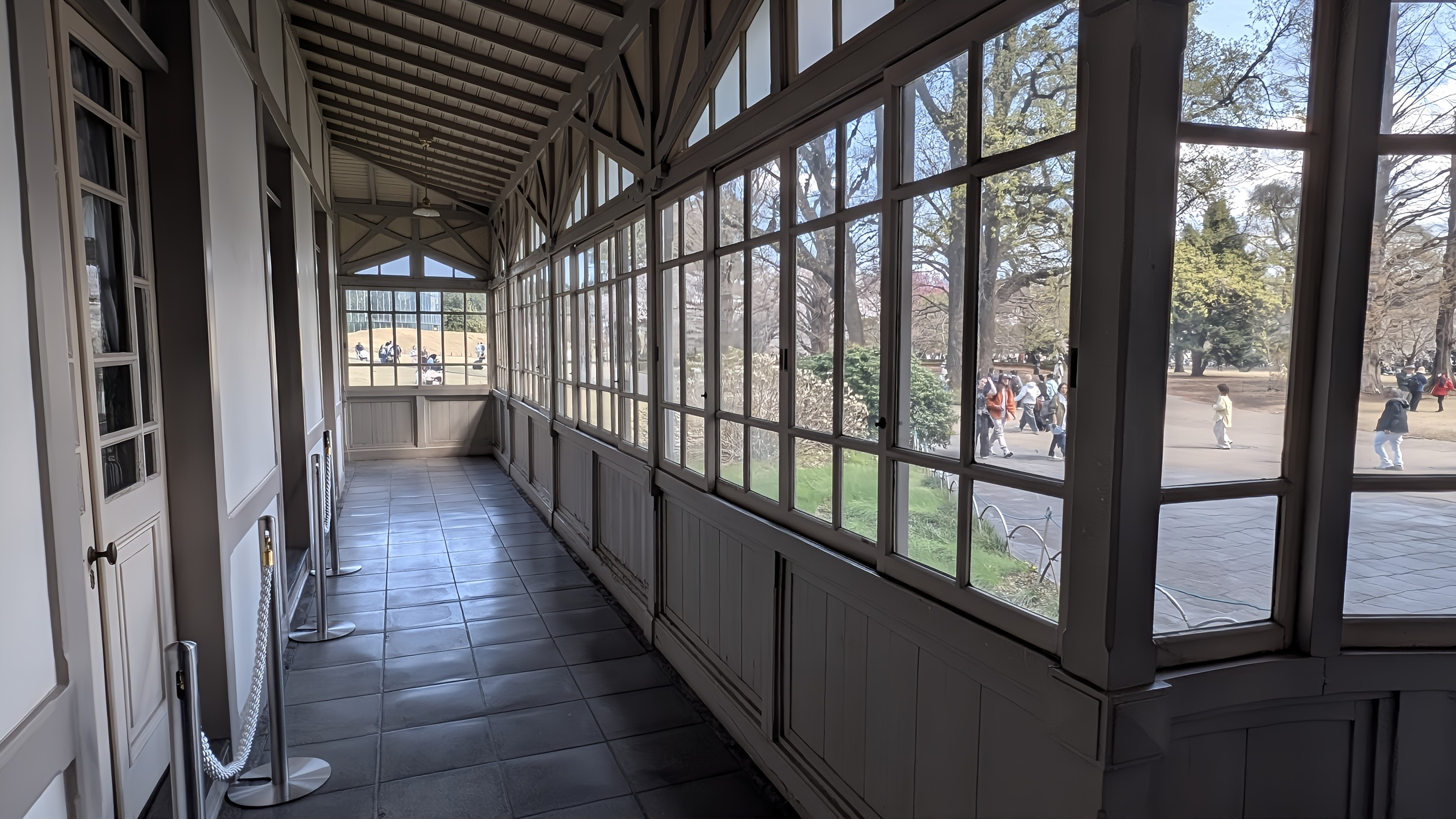
廊下(左側が旧次之間)
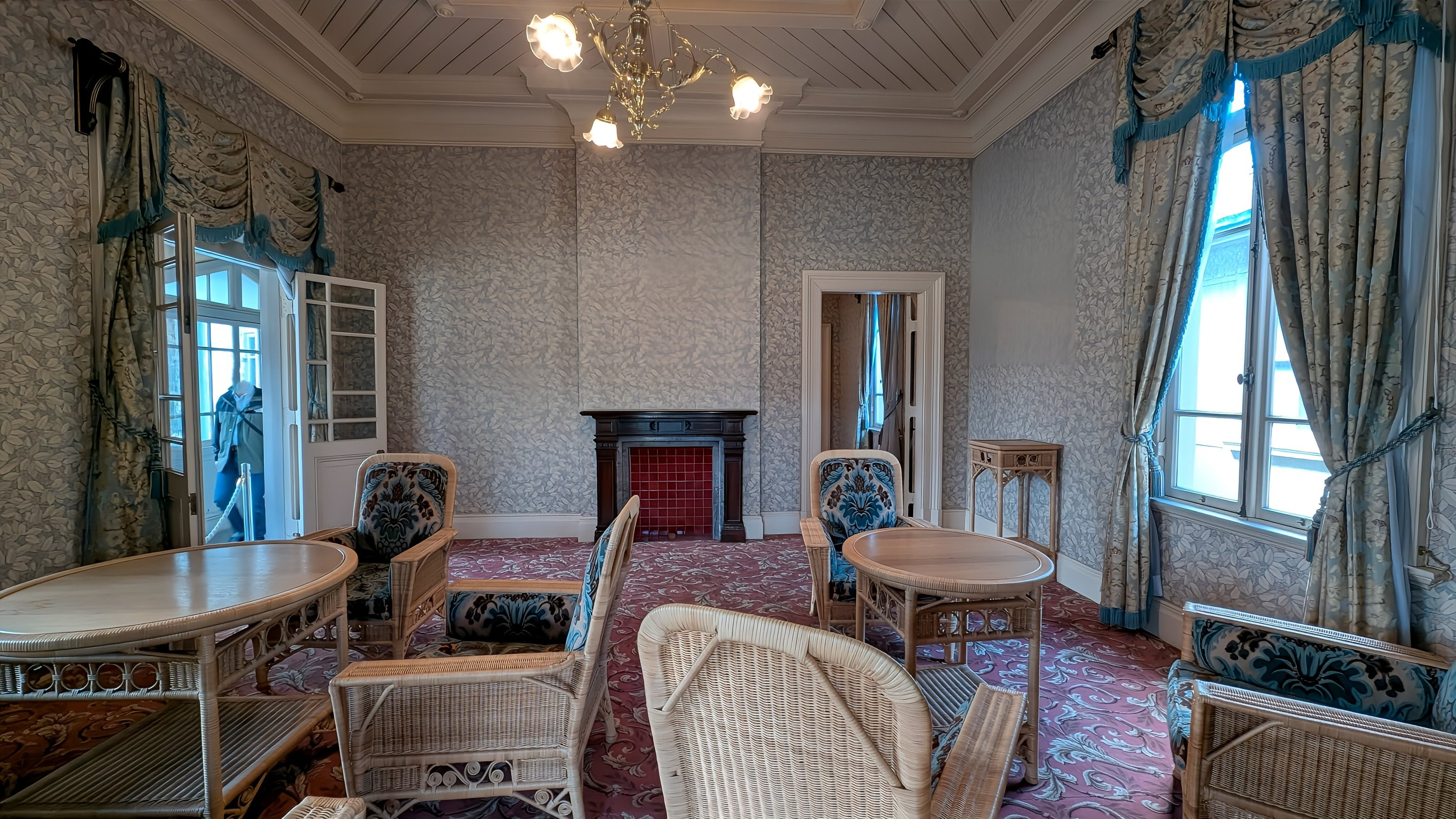
旧御居間(奥に暖炉が見える)

- 旧御涼亭（あるいは台湾閣）：皇太子（後の昭和天皇）の御成婚記念として1927年（昭和2年）に建てられた閩南や台湾風木造建築で、東京都選定歴史的建造物に指定されている。卍型の平面が特徴の御休息所をはじめ、屋根の形や色、内部装飾などで中国の建築様式を見ることができ、日本では数少ない本格的な中国建築の一つと言える。柱に台湾杉、天井の鏡板に台湾扁柏や台湾桧など、台湾から輸入した部材が数多く使用されている[13][16]。

他には、御苑の守衛などが使用していた旧新宿門衛所、旧大木戸門衛所など昭和初期の建造物も見ることができる。

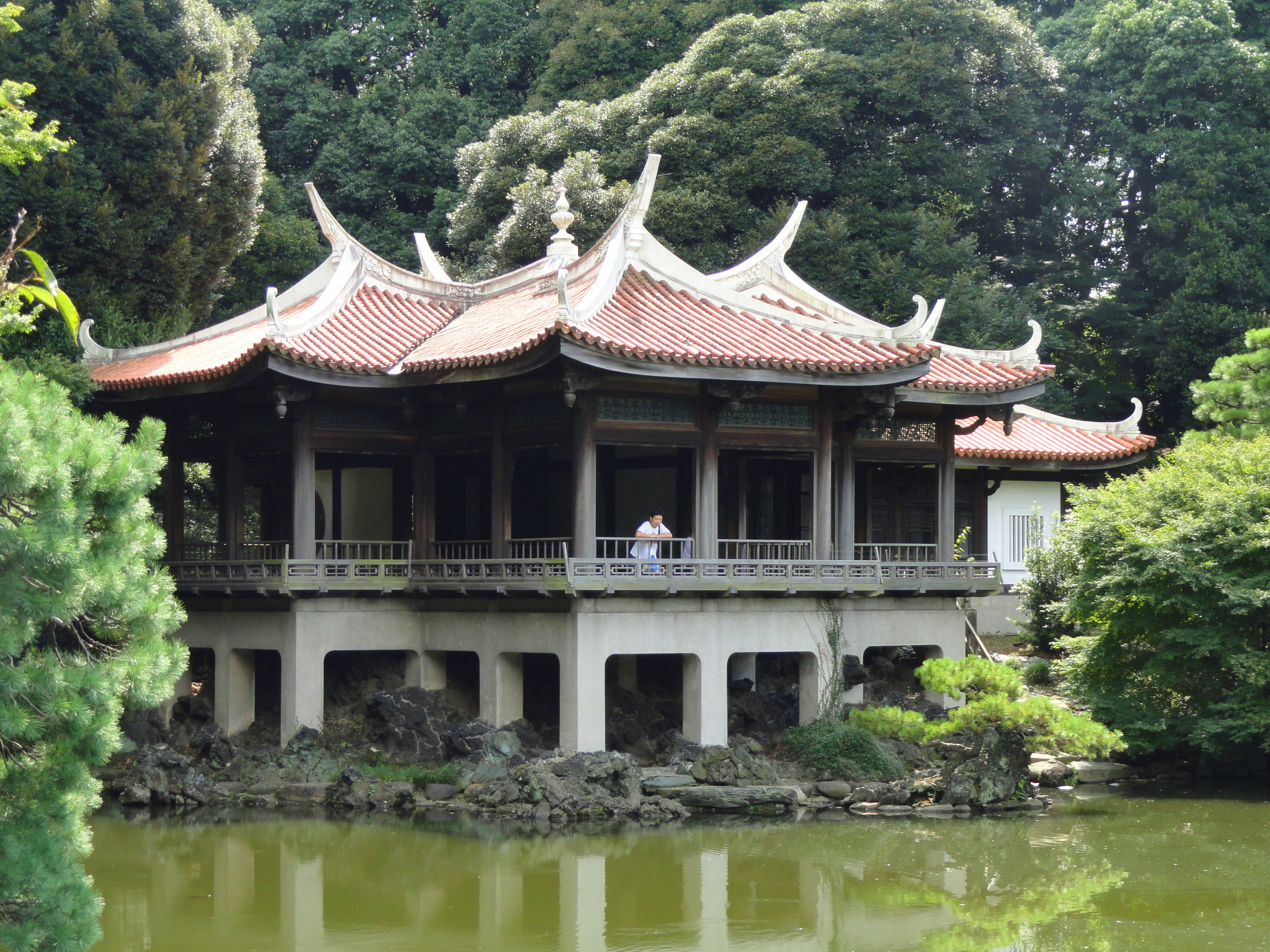
日本庭園内の旧御涼亭
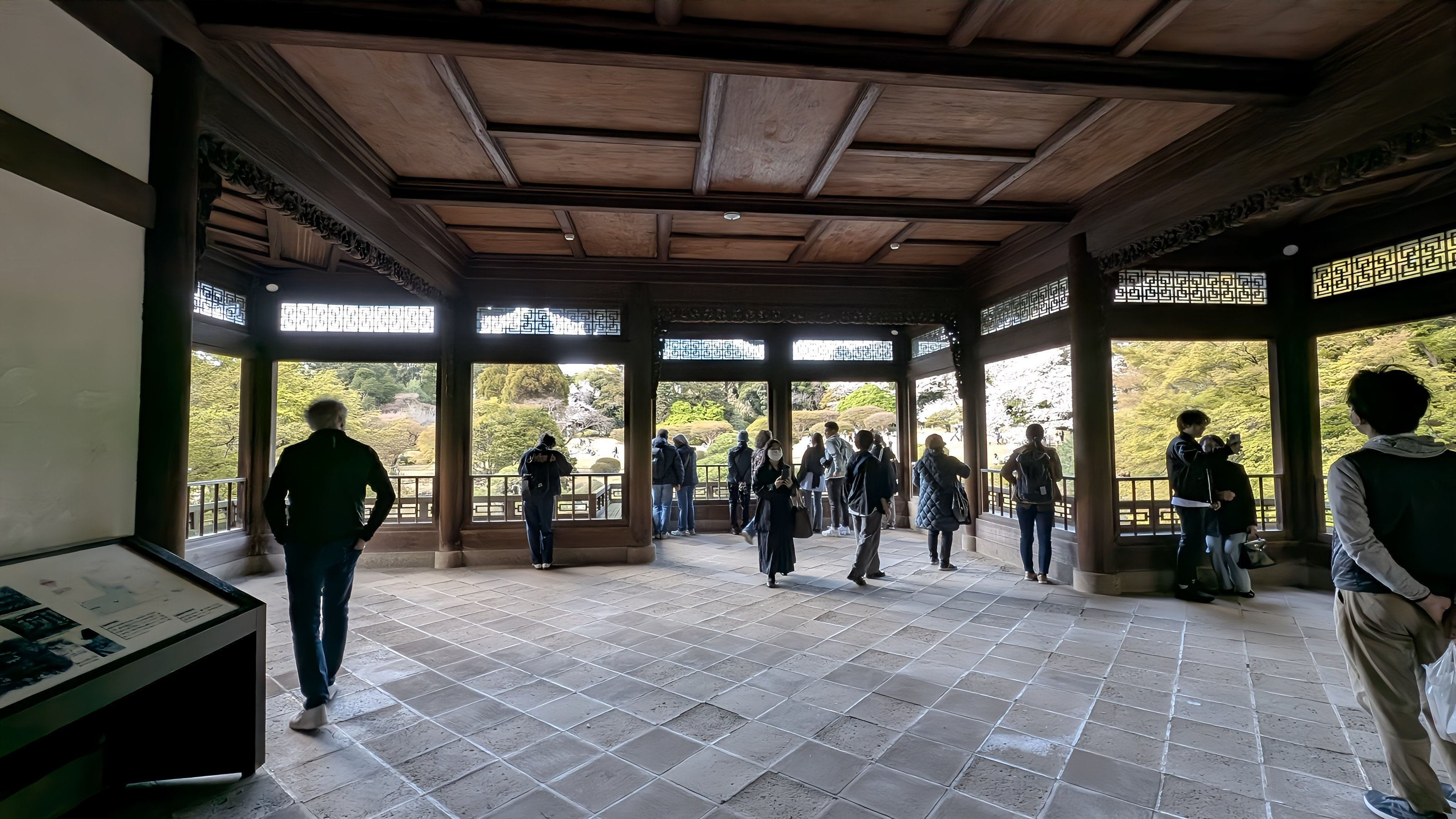
旧御涼亭内部
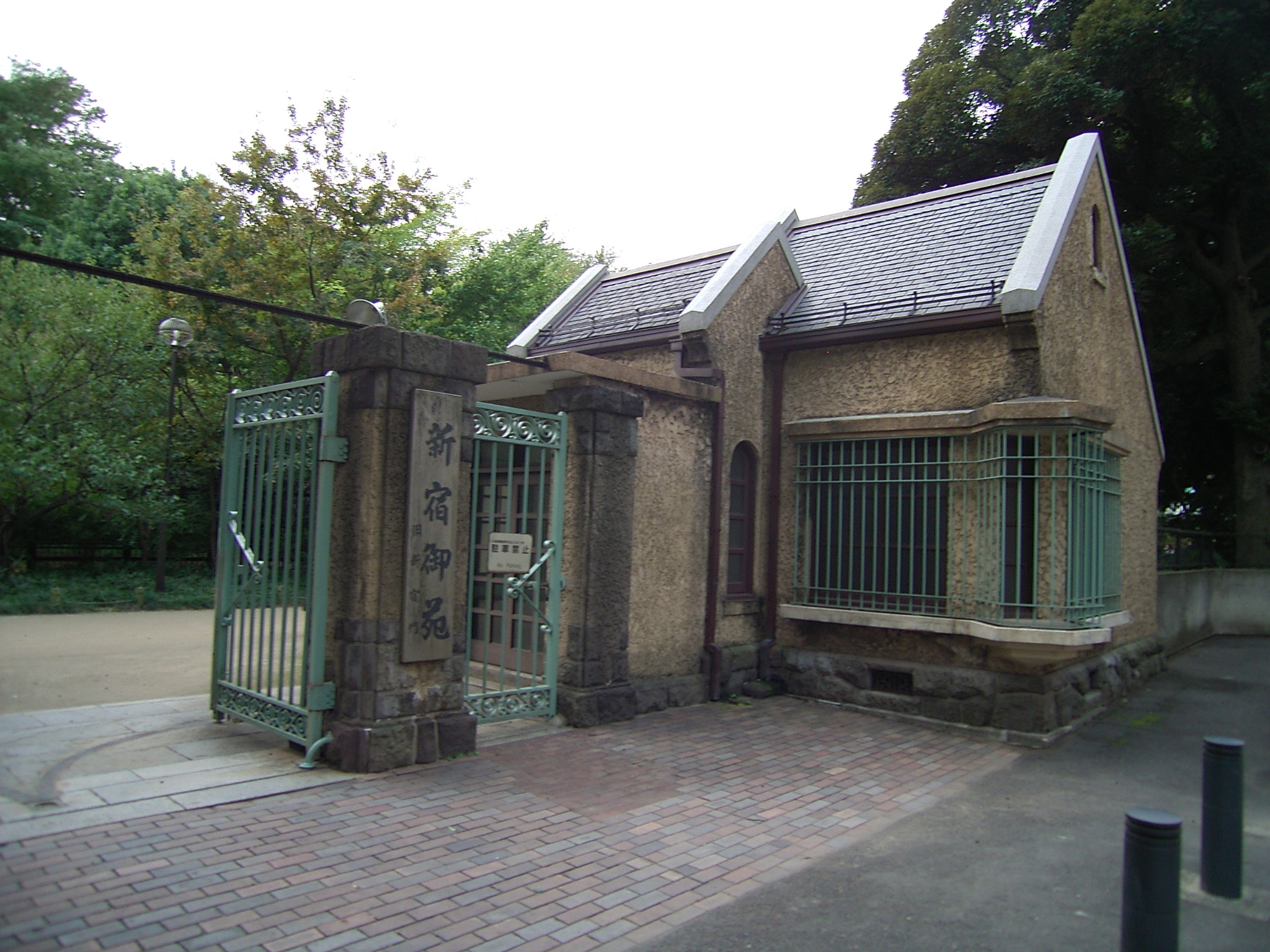
旧新宿門衛所
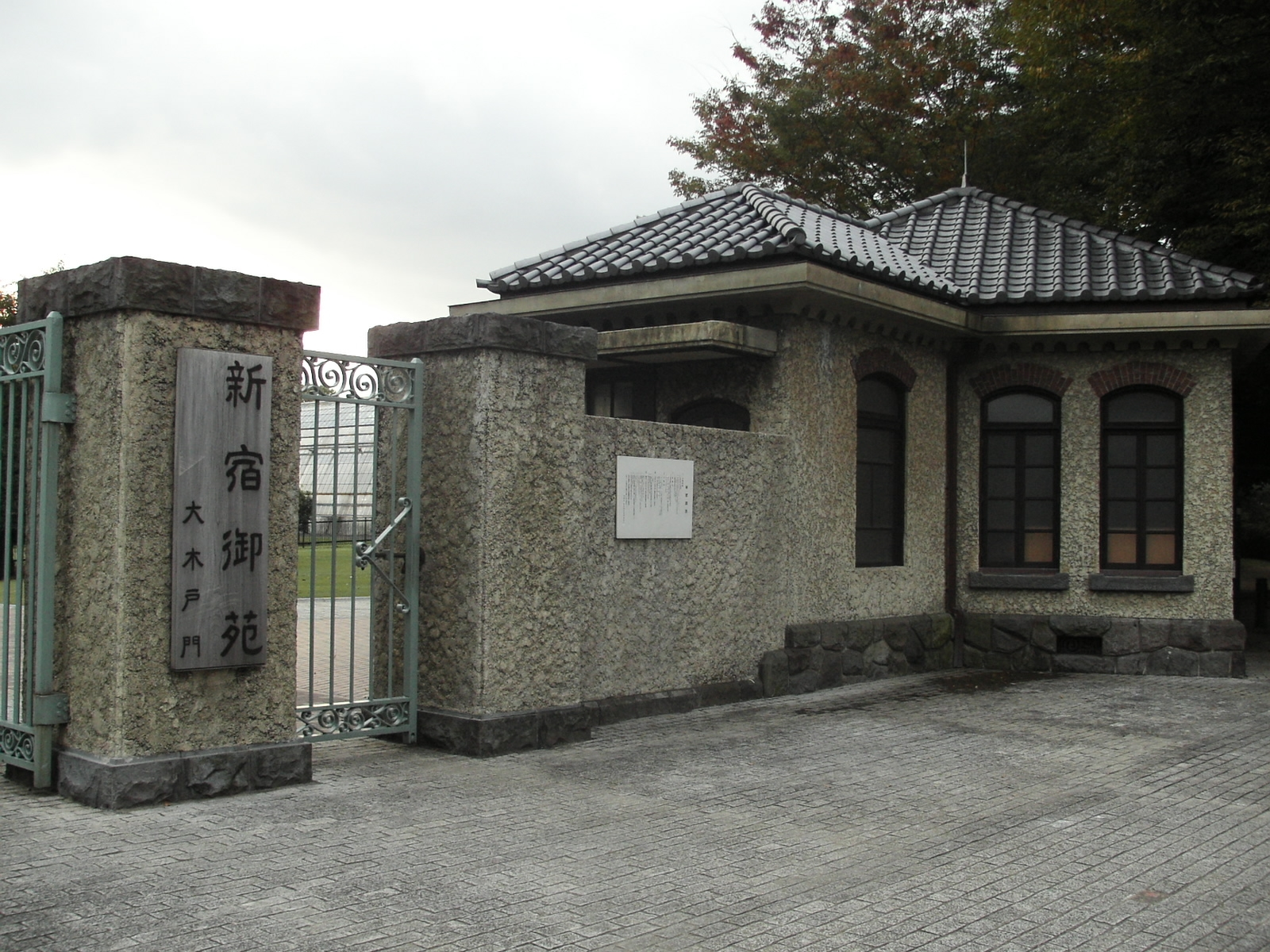
旧大木戸門衛所

### イベント
桜を見る会
2019年まで、毎年4月に内閣総理大臣主催で開催された。ヤエザクラの開花時期に合わせて4月中旬頃に開催されることが多いが年によって前後し、遅い年は葉桜になっていることもあった。政財界や文化・芸能、スポーツ界など各界の著名人が1万人前後招待され、一般利用者は入園できない（当該日は、一般開園時間が遅れる）。戦前は皇室主催の「観桜会」として開催され、始まりはそれまでの会場であった浜離宮から変更された1918年（大正6年）に遡る。
菊を観る会（菊花壇展）
毎年11月1日から15日まで、御苑内の日本庭園にて環境大臣主催で開催される。期間中は特別開館期間となり休園日もなく入園が可能。130年以上続く菊花壇展のルーツとなったのは1878年（明治11年）、皇室関係者向けの「菊花拝観」を宮内庁が主催して赤坂の仮皇居で開催。1904年（明治37年）より新宿御苑でも菊の栽培、1929年（昭和4年）から「観菊会」が行われた。同展示会の特色ある展示物のひとつである菊花壇「大作り花壇」とは、1884年（明治17年）より作られており、1株の菊を数百輪集めて、半円形の形状に仕上げて咲かせた技法の名称。他に回遊式の日本庭園の景観・順路に沿ってさまざまなテーマに合わせて上家（うわや）の建物内に趣向を凝らした花壇が展示されている。
森の薪能
毎年10月の夜に新宿区観光協会と財団法人国民公園協会新宿御苑の共催で開催される。伝統芸能の普及などを目的とし、これまでに観世・金春・宝生・喜多と各流派の能が行われている。始まりは1985年（昭和60年）だが、御苑内に舞台を設置するため雨天の場合中止となり、通算すると実際の開催は2年に1度をやや上回る程度である。

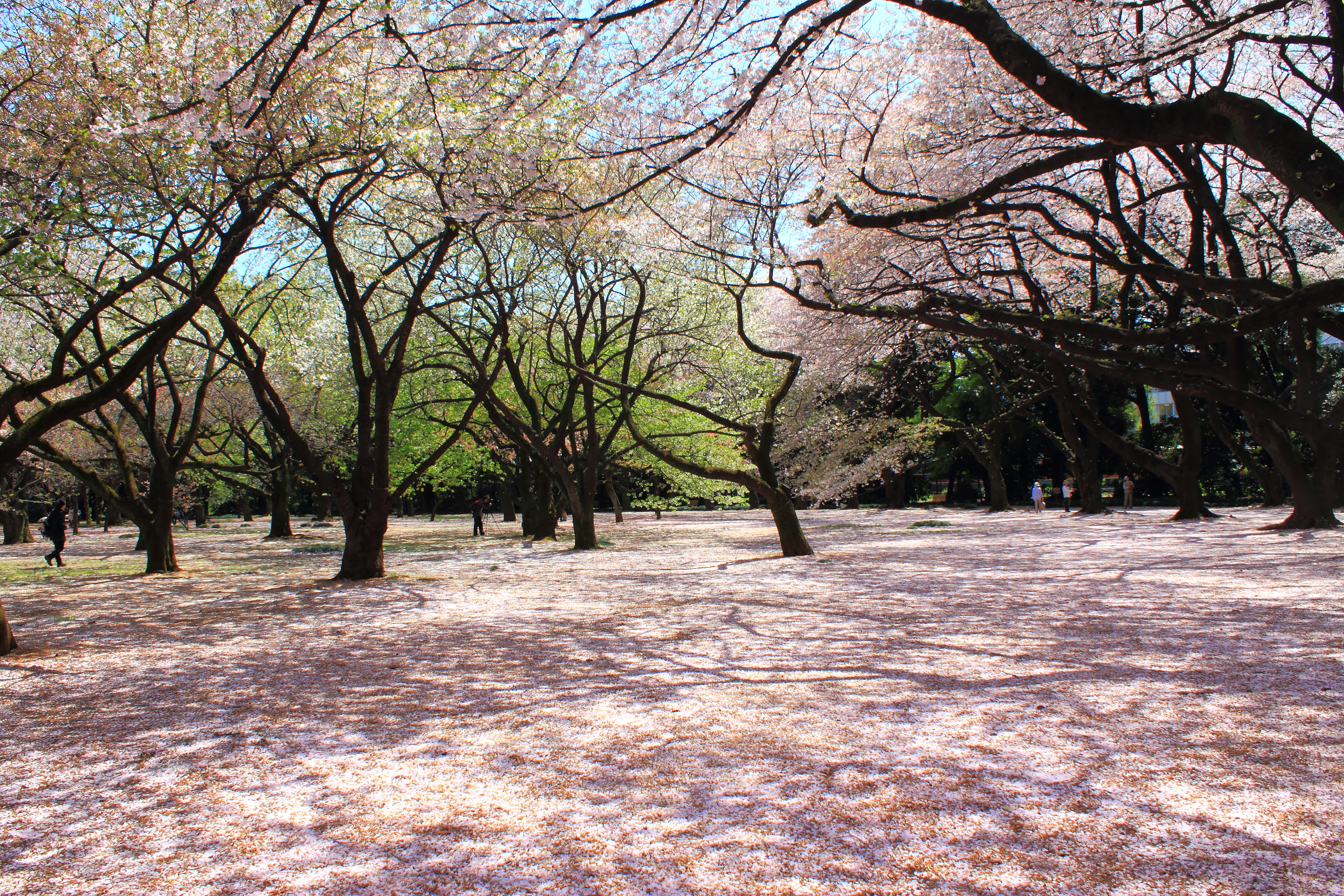
新宿御苑の桜
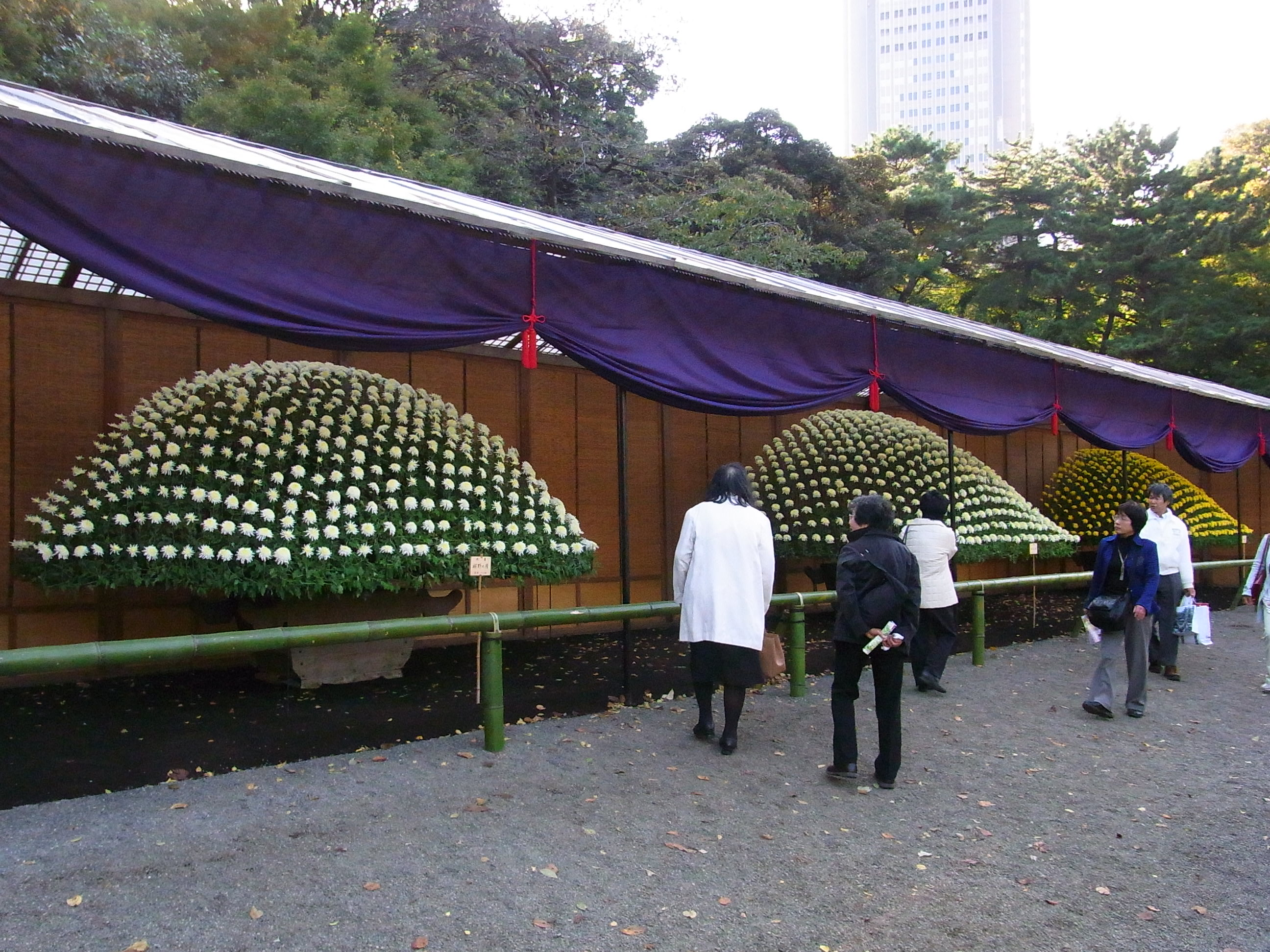
菊花壇展（2010年11月9日撮影）
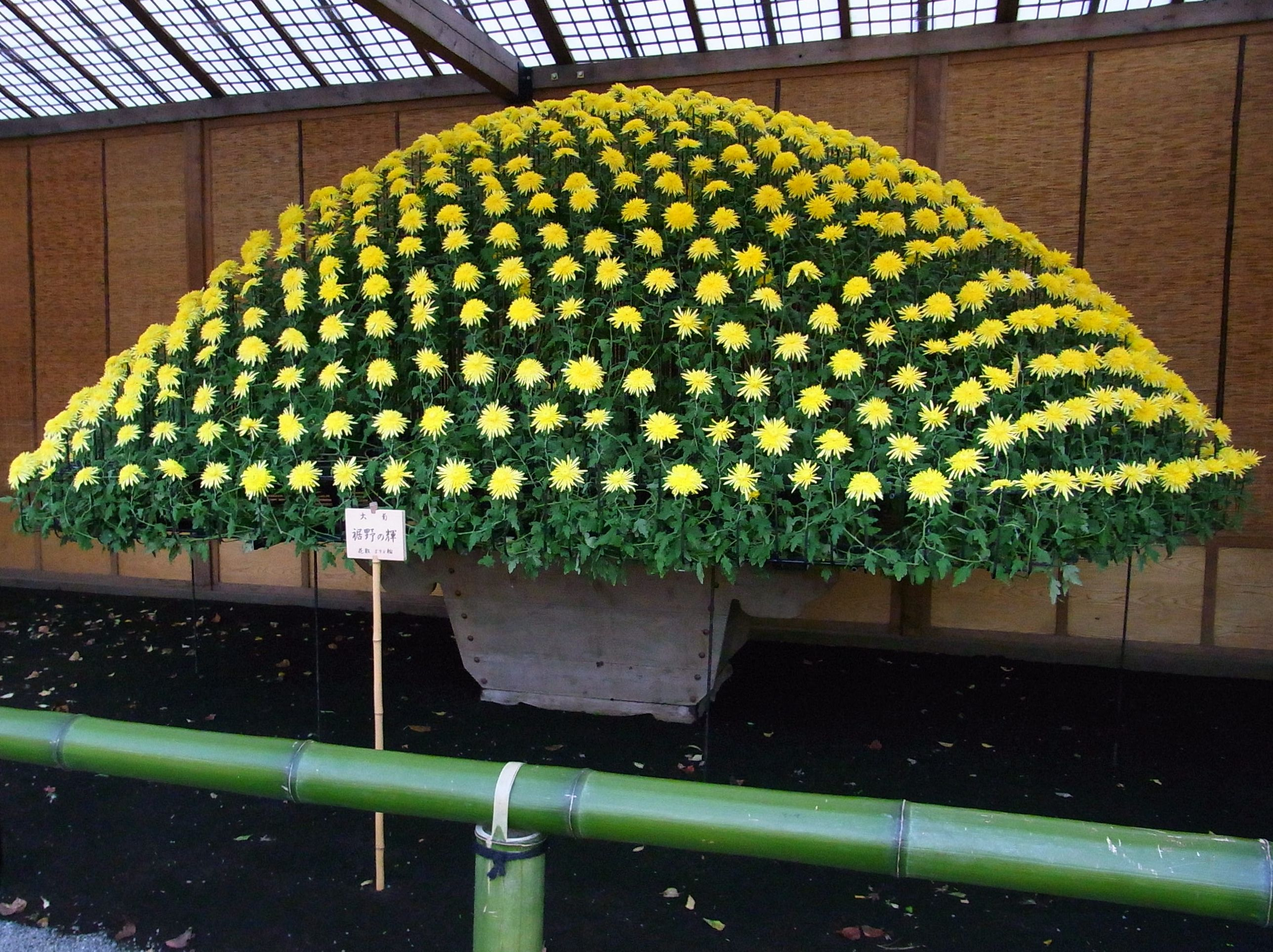
菊花壇展（2010年11月9日撮影）
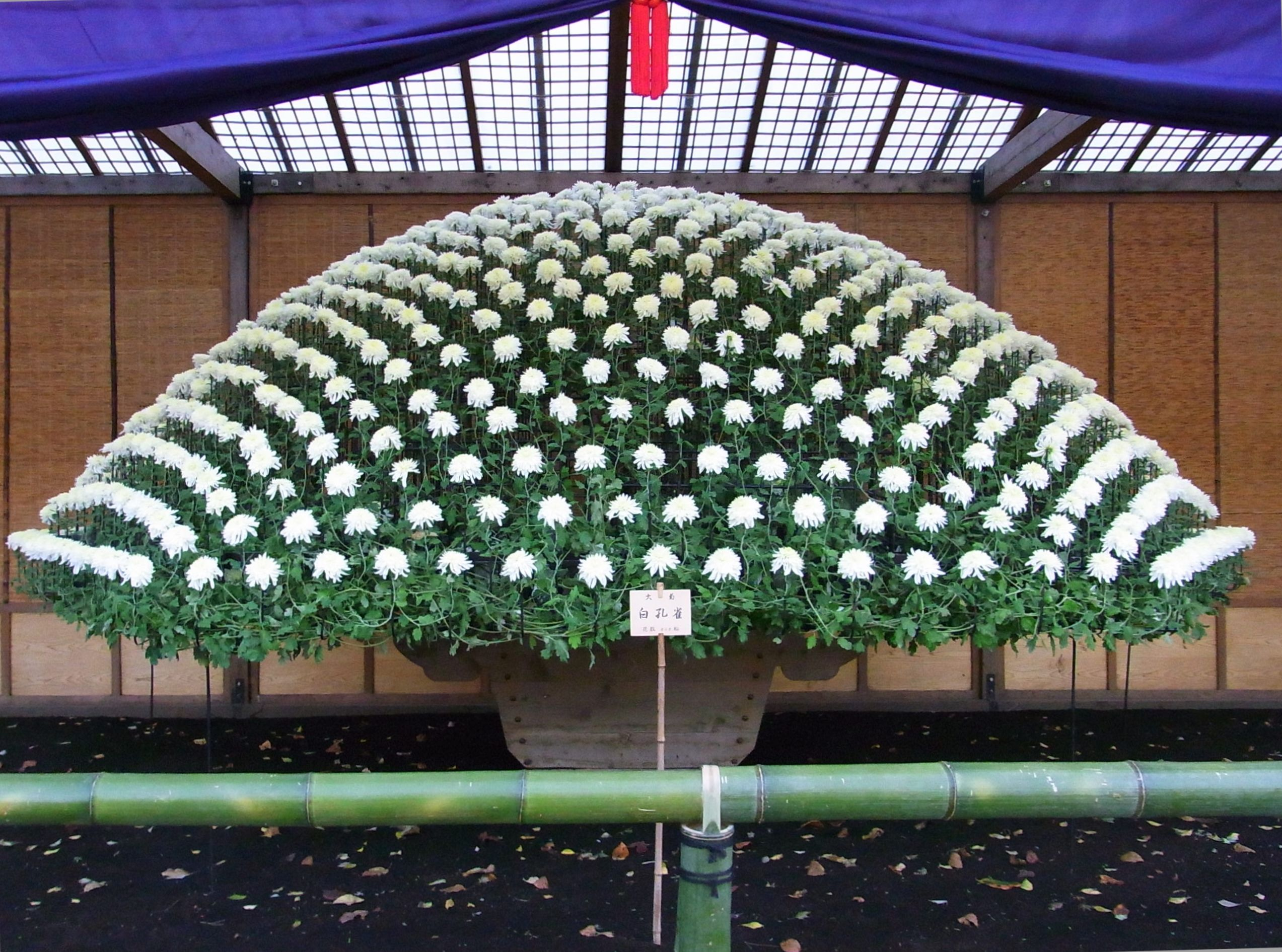
菊花壇展（2010年11月9日撮影）
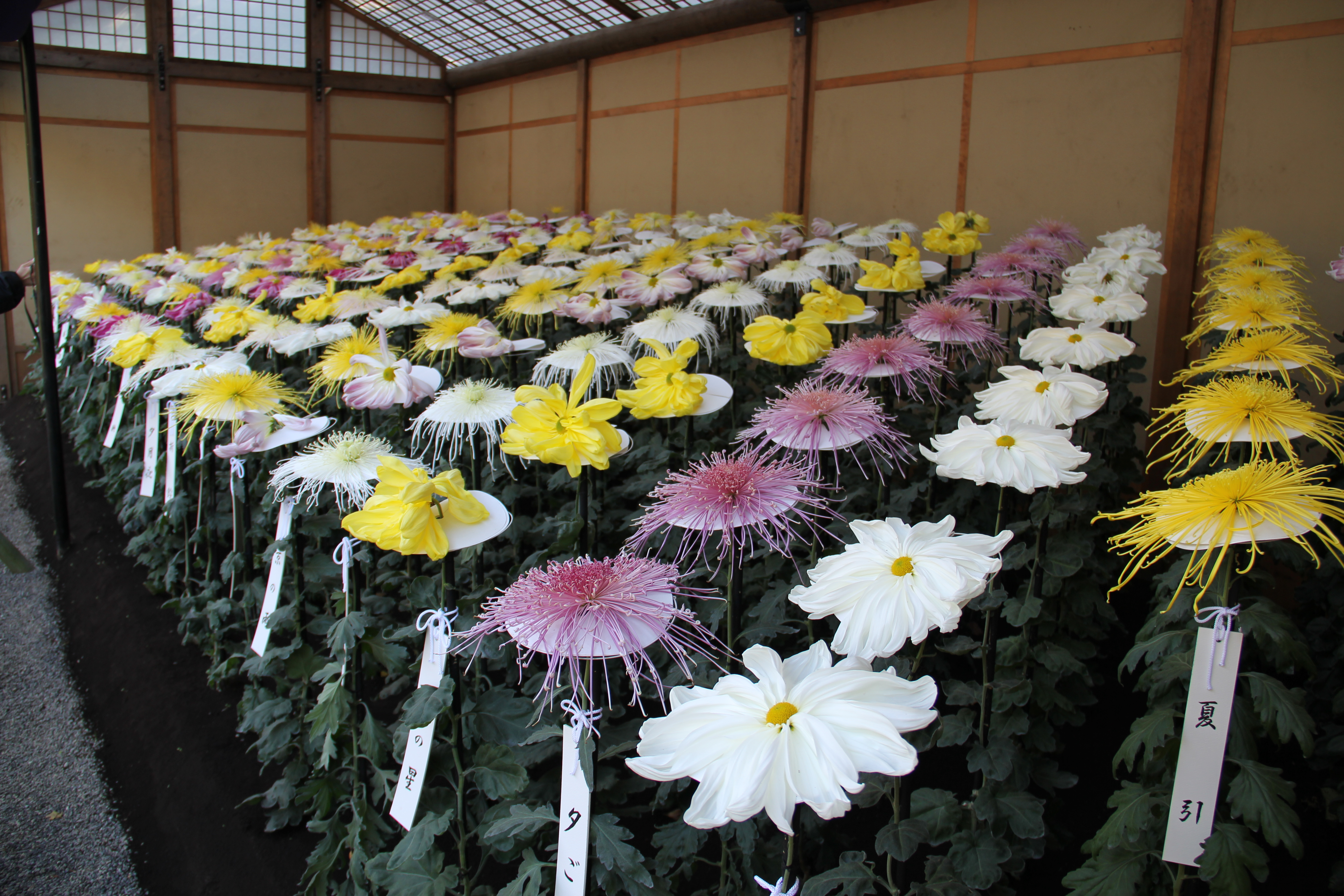
2010年開催の菊花壇展

## その他の施設
苑内にレストラン、カフェなどがある。
- インフォメーションセンター内カフェ「NATIONAL PARKS CAFE Under the Tree」[21]
- レストハウス「Starbucks Coffee」[21][22]
- 中央休憩所カフェ「SASAYAIORI+新宿御苑」[21]
- レストランゆりのき「つぶら乃」[21]
- 楽羽亭「あかふじ茶室」[23]
- 新宿御苑あのん(茶室:翔天亭)[24]

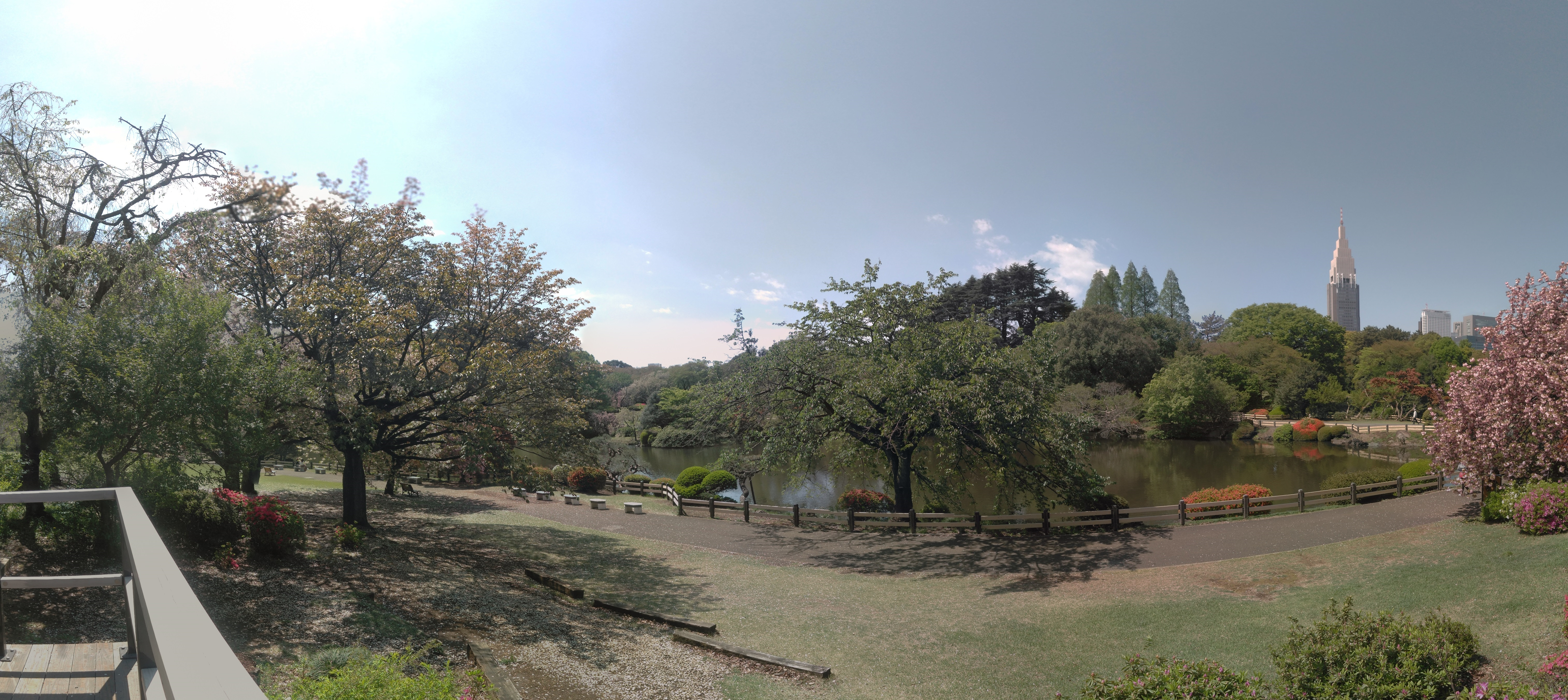
苑内のレストハウスからみた中の池
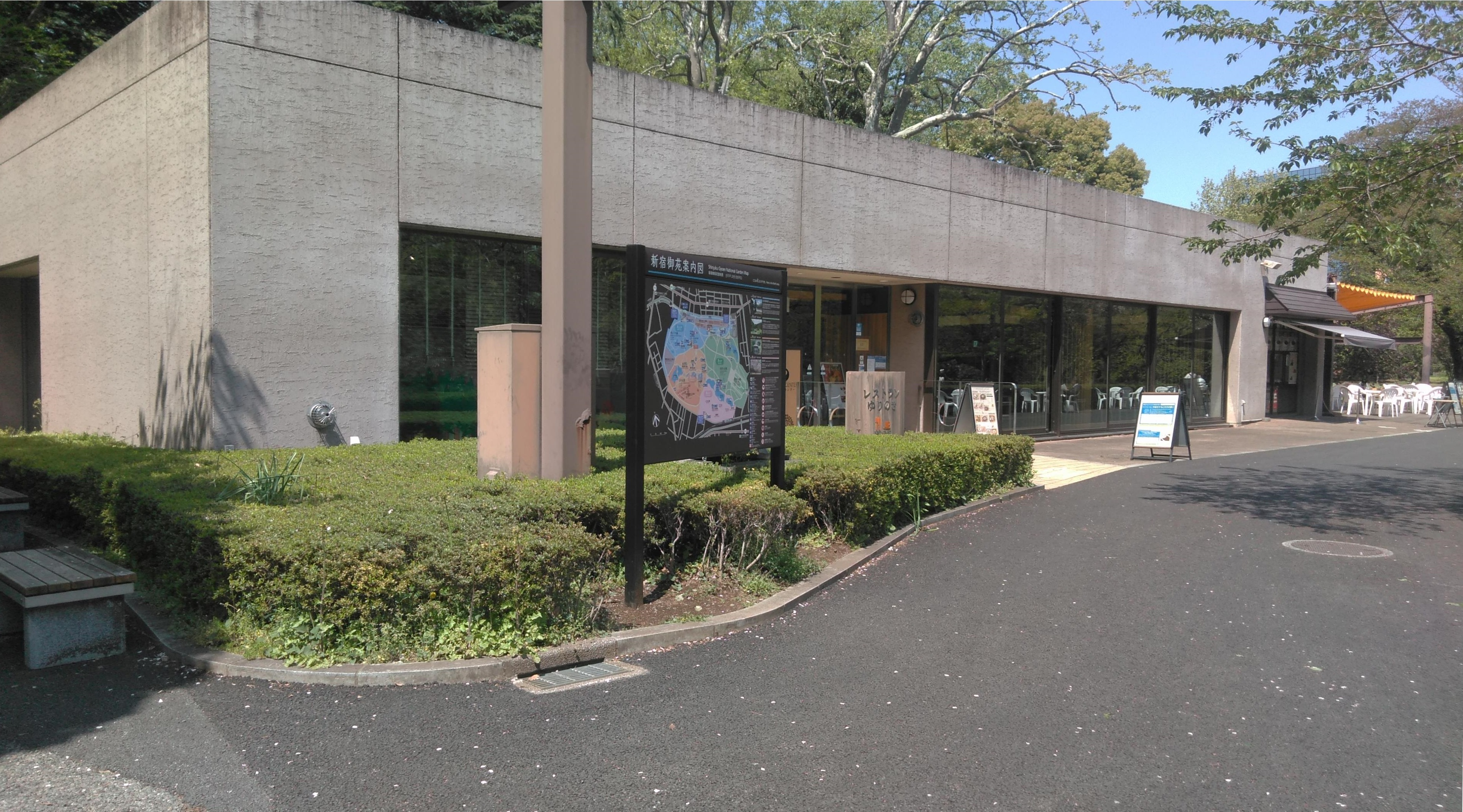
苑内のレストランゆりのき

## 規模
- 面積約58.3ha
- 外周約3.5km
- 標高26m - 36m（標高差11m）

## 周辺駅
- 東京メトロ丸ノ内線 - 新宿御苑前駅（新宿門・大木戸門）
- 東京メトロ副都心線  都営新宿線 - 新宿三丁目駅（新宿門）
- JR線・ 京王線・ 小田急線 - 新宿駅南口（新宿門）
- 西武新宿線 - 西武新宿駅（新宿門）
- JR中央・総武線 - 千駄ケ谷駅（千駄ケ谷門）
- 東京メトロ副都心線 - 北参道駅（千駄ケ谷門）
- 都営大江戸線 - 国立競技場駅（千駄ケ谷門）

## データ
- 入園時間：9時 - 17時30分（閉園は18時。夏季は入園時間及び閉園時間が1時間延長される）
（茶室は10時から17時まで）
- 休園日 - 毎週月曜日（月曜日が祝祭日の場合は翌日）と年末年始（12月29日から1月3日まで）
（3月25日から4月24日と11月1日から15日については、月曜日も開園）
- 入園料 - 大人500円、65歳以上及び学生（高校生以上）250円、中学生以下無料
各種割引などあり（いずれも2019年4月現在）

## 登場する作品
小説
- 新宿鮫II 毒猿

漫画・アニメ
- ゴクウ
- 言の葉の庭
- 真夜中のオカルト公務員